# Scrovegni-kápolna
A Scrovegni-kápolna a 14. század első éveiben emelt épület Padovában, Olaszországban, Giotto di Bondone freskóciklusáról ismert. Művei közül ez a festményciklus maradt meg a legjobb állapotban, és az egész 14. századi észak-itáliai festészet egyik legnagyobb alkotásának tekinthető. A kápolna eredetileg közvetlenül a Scrovegni-család palotája mellett állt, ez utóbbit azonban 1824-ben lebontották.
A freskóciklusra Enrico Scrovegni adott megbízást a festőnek miközben Giotto a Szent Antal-bazilika káptalantermén és az egyik kápolnáján dolgozott. A hagyomány szerint Enrico azért építtette a kápolnát, hogy bűnbocsánatot nyerjen apja uzsorás tevékenysége miatt, de az újabb kutatások szerint magas státuszát kívánta jelezni vele.
Az egyszerű dongaboltozatos belső tér teljes falfelületét freskók borítják, témájuk Szűz Mária és Jézus élettörténete. A képeket négy sávban festették a falakra. A déli fal felső sorában Mária szüleinek Joachimnak és Annának története jelenik meg hat képen. Vele szemben az északi oldal legfelső részén Mária életéből láthatók jelenetek születésétől házasságáig. A diadalíven ábrázolt Angyali üdvözlet után Jézus élettörténete a déli fal második sorában kezdődik, az első hat képen születésétől a betlehemi gyermekgyilkosságig. Az északi oldal középső sorában csodatételeit jelenítette meg a festő, valamint bevonulását Jeruzsálembe és a kufárok kiűzését a templomból. A történet ismét a diadalíven folytatódik Júdás árulásával, majd a déli oldal harmadik sorában kezdődik Krisztus szenvedéstörténete kigúnyolásáig. Az utolsó képsorozat az északi fal harmadik sorában a keresztvitellel kezdődik és a Szentlélek eljövetelével végződik.
Mindkét fal negyedik, legalsó sorában monokróm figurák láthatók, az erények és bűnök szimbólumai. Az északi falon a felső három sor képeit vastag keretek választják el egymástól, bennük négykaréjos felületekben Ótestamentumi jelenetekkel vagy próféták képeivel. A kápolna hátsó falát teljes egészében egy Utolsó ítélet-ábrázolás foglalja el. A szentély falképei később készültek, a Scrovegni-kápolna mestere néven ismert festő munkái. Itt kapott helyet az alapító Enrico Scrovegni síremléke is.  
Az épületen az első állagmegóvási munkákat a 19. század második felében végezték, amit azóta több is követett, a legutolsó 2001 és 2002 között. A kápolna jelenleg népszerű turistacélpont, 2021-ben a Padova 14. századi freskói helyszín részeként felkerült a világörökségi listára.

## A kápolna

### Története

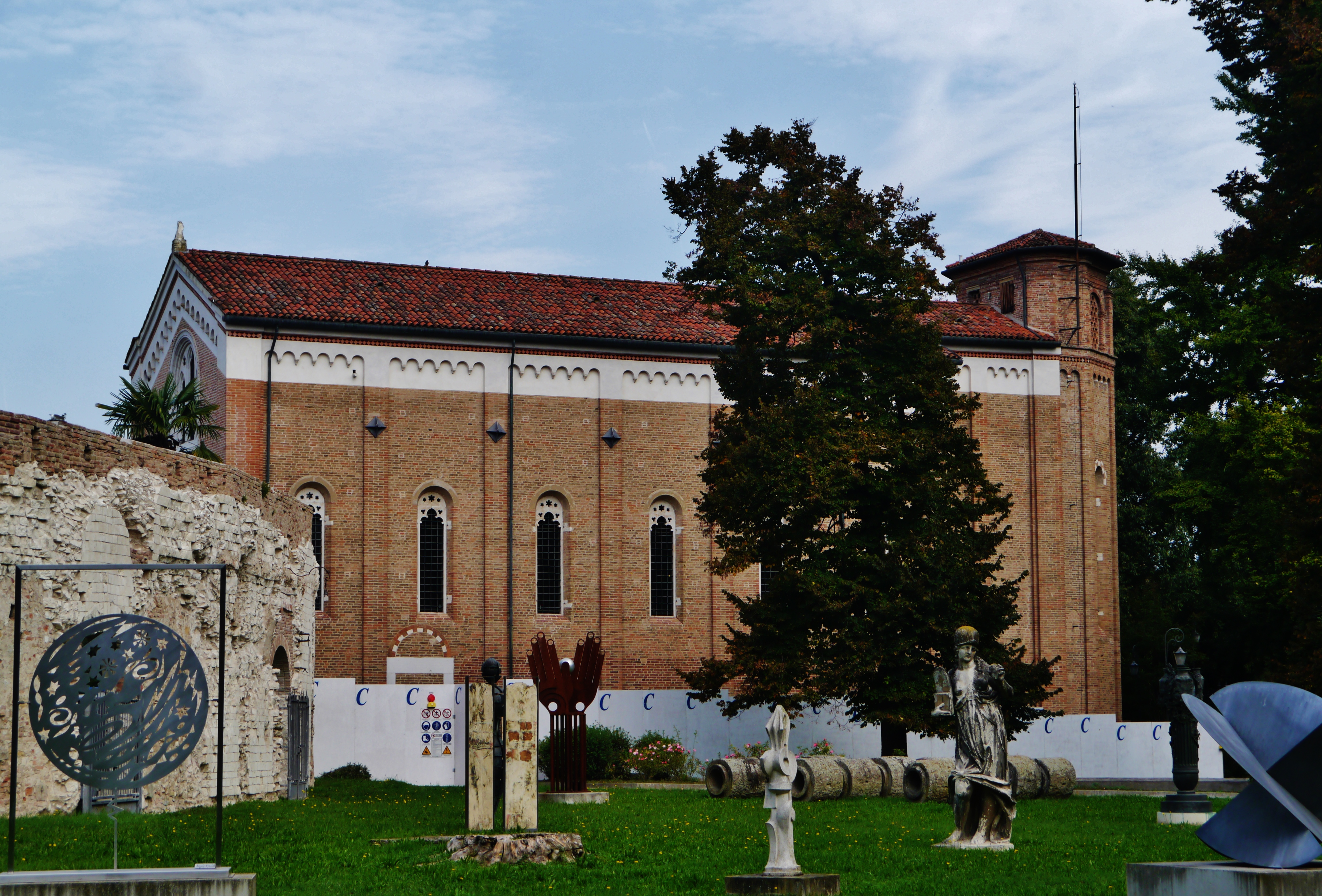

Enrico Scrovegni gazdag padovai bankár 1300. február 6-án vette meg a római aréna területét Manfredo Dalesmaninitől egy nemesi, de elszegényedett család tagjától. A tulajdon egy udvarházból, a hozzá tartozó fürdőépületből, melléképületekből, istállóból és az Eremitani-templom valamint a közeli Piòvego-csatornára nyíló kapuk mellett épített egy-egy toronyból állt. Hozzá tartozott egy kisméretű 11. századi kápolna is, ami hagyományos végcélja volt a Szeplőtelen fogantatás ünnepén rendezett egyházi felvonulásnak. Az új tulajdonosnak ambiciózus építészeti tervei voltak amivel tekintélyt és politikai befolyást akart szerezni a városlakók között.
A kilencedik és egyben utolsó gyermeke volt az elhunyt Rinaldo Scrovegni üzletembernek, aki Veneto és Toszkána területére is kiterjedő kereskedelmi tevékenységével hatalmas vagyont halmozott fel, földbirtokok, paloták és nagymennyiségű likvid tőke volt a birtokában. Annak a gátlástalan vállalkozói rétegnek volt a tagja amelyet Dante a pokol hetedik körébe helyez, ahova többek között az uzsorások is kerülnek. Rinaldo megpróbált a vagyonához illő befolyást szerezni a városban, és később Enrico is követni akarta a példáját, mecénásként részt vett középületek finanszírozásában.
Az újabb kutatások szerint a kápolnát nem azért építtette, hogy apja bűnéért vezekeljen, mint ahogy korábban vélték, hanem a város legnagyobb vagyonának örököseként jelezni akarta vele magas státuszát. Erre utalhat az is, hogy az Utolsó ítélet-freskón ahol felajánlja a kápolnát Máriának a lábánál térdel, ahol uralkodók és pápák szoktak megjelenni. Az újabb eredmények alapján úgy tűnik Rinaldo üzleti tevékenysége nem okozott konfliktust az egyházzal. Később fia ezt ugyanúgy folytatta, miközben olyan szoros kapcsolatban maradt egyházi körökkel, hogy a pápa 1304. március 1-én bűnbocsánatot hirdetett mindenkinek, aki a kápolnát meglátogatta.

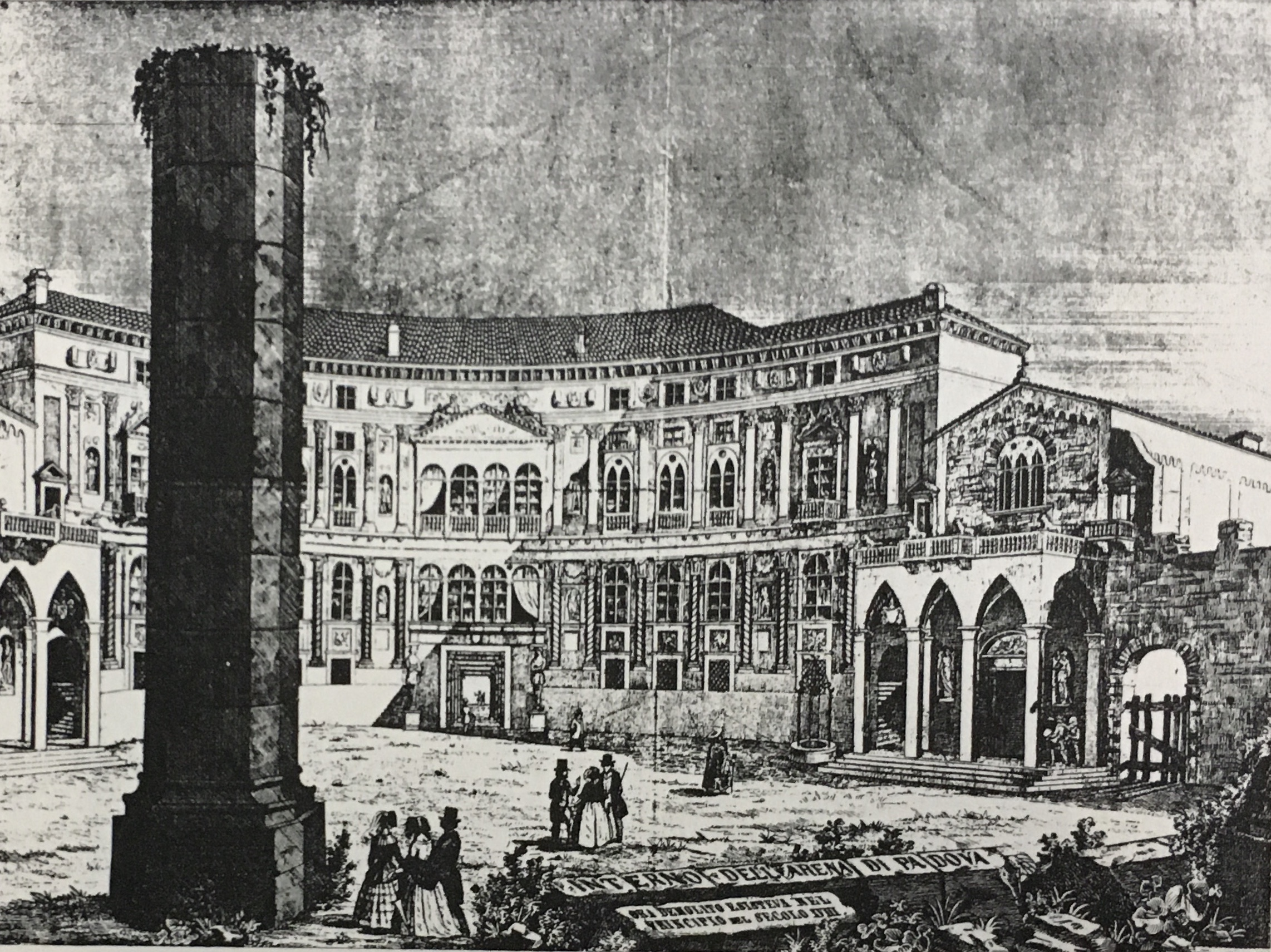
A Scrovegni-család palotája egy 19. századi illusztráción

Palotája nem maradt fenn, de egy 19. század eleji illusztráción látható, hogy egy nagyméretű épület volt, közvetlenül a kápolna mellett. Nem a 14. század eleji állapota látszik rajta, hanem a 16. századi, új tulajdonos Foscari grófok idejében átalakított épület.
A kápolna építésére Padova püspöke Ottobono de Razzi adott engedélyt. Ebben az állt, hogy Scrovegni egy kisméretű templomot építtethet, egy oratóriumhoz hasonló épületet a maga és családja részére, ami mások számára nem látogatható.  Ennek ellenére már 1304-ben sikerült engedélyt kapnia XI. Benedek pápától, hogy a magánkápolnát nyilvános templommá alakítsa át. Ezzel egy időben az épület tervét is megváltoztatták, ami kiváltotta a szomszédos Eremitani-templom szerzeteseinek ellenállását. Egy fennmaradt dokumentumban az szerepel, hogy a szerzetesek egy bizonyos Gerardinonál, Pagano della Torre püspök helytartójánál tettek panaszt az eredeti engedélytől való eltérés miatt. Különösen egy Giovanni nevű szerzetes panaszkodott az épület megnagyobbítása és egy tervezett harangtorony miatt. A pereskedés kimenetele nem ismert, de feltételezhető, hogy a szerzetesek nyertek, mivel Scrovegni száműzetése után a kápolna apszisát lebontották és átalakítva építették újjá. Ezen kívül a vele szemben lévő falon látható Utolsó Ítélet freskón, ahol Scrovegni felajánlja a kápolnát Szűz Máriának az épület modelljén egy ma már nem létező kereszthajó is látható.
A kápolna felszentelésére Scrovegni a velencei Szent Márk-bazilikából miseruhákat és szőnyegeket kért és kapott kölcsön. Ez az újabb vélemények szerint azért sikerült neki, mert a Gaudenti Testvériség megbecsült tagja volt. A testvériség Mária kultuszának terjesztését tekintette legfőbb feladatának és az uzsora visszaszorítását, valószínűleg ezért lett a kápolna titulusa Santa Maria della Carità, Mária, a Szeretet és Irgalmasság anyja.

### Az épület
Az egyhajós épület belseje egy 29 méter hosszú, 8,5 méter széles 13 méter magas dongaboltozatos tér, egy hozzá kapcsolódó alacsonyabb keresztboltozatos szentéllyel.  Az épület külső része és belső szerkezete is rendkívül egyszerű. Kívülről téglaoldalait vakárkádokkal összekötött egyszerű pillérek tagolják. Belső terében nincsenek oszlopok, kiemelkedő sarkok és a mennyezetet is bordák nélkül alakították ki. A déli oldalfalat hat félköríves, keret nélküli  egyszerű ablak osztja több részre, az északi fal teljesen sima. A kápolnát annyira nyilvánvalóan a későbbi freskódíszítés miatt építették meg ebben a formában, hogy egyes vélemények szerint tervezésében Giotto is részt vett. Ennek ellentmond, hogy az öt helyett hat ablakkal tagolt déli fal megnehezítette a képek elhelyezését a felületen.

## A freskóciklus

### Előkészítés, kivitelezés

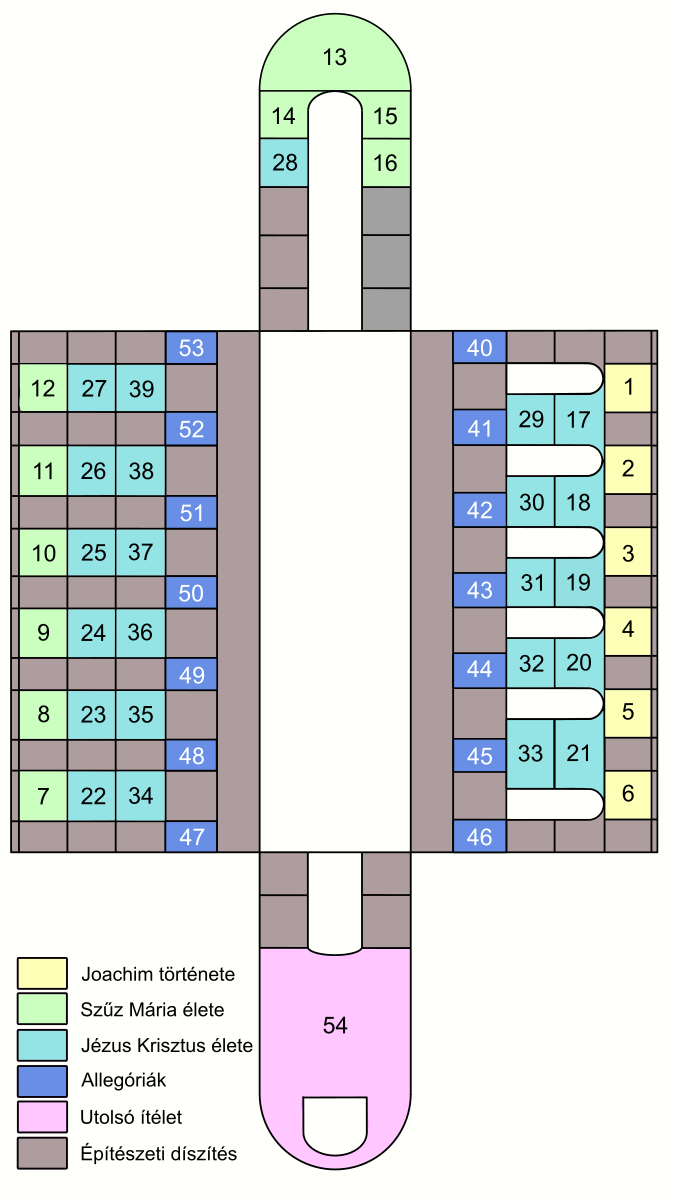
A kápolna vázlata

A kápolna freskóciklusa Giotto legnagyobb művészi teljesítményének és az európai festészet egyik fordulópontjának tekinthető. Többi művéhez képest itt kevésbé vette igénybe segédei közreműködését. Amikor megkapta a megbízást a kápolna kifestésére körülbelül 37 éves lehetett. Korábban már dolgozott Firenzében és Rómában, de legfőképpen Assisiben, Riminiben és magában Padovában is. Korábbi komolyabb megrendeléseit a ferencesektől kapta, munkáinak fő témája Szent Ferenc és követői, köztük Szent Antal életének bemutatása volt. Ebben az esetben viszont egy gazdag üzletember bízta meg privát kápolnája díszítésével, ahol Mária és Jézus életét jelenítette meg.
A képek festése előtt komoly előkészítő munkákra volt szükség. Részletesen meg kellett határozni az ábrázolt jelenetek témáját, elő kellett készíteni az épület falfelületeit és a végleges tervekhez meg kellett szerezni az egyházi hivatalok jóváhagyását. 
A kápolna első felajánlása 1303. március 25-én történt, az ünnepélyes felszentelésre két évvel később 1305. március 25-én került sor. A kettő között 625 munkanap alatt (a munkanap itt az az időintervallum, ami alatt a nedves vakolaton addig lehetett dolgozni amíg meg nem száradt) készítette el Giotto segítői közreműködésével a freskókat. A számítások szerint körülbelül negyven segítővel dolgozott.
A kápolna kis mérete és a jobboldali falat tagoló hat ablak miatt Giottónak egy korlátozott és aszimmetrikus felület állt rendelkezésére. Az ablakok közé egymás fölött két képet tervezett, és ezeknek a képeknek a méretét alapul véve osztotta fel panelekre a falfelületet.
A négy sorban megjelenő képeket viszonylag keskeny sávok választják el egymástól, ezek olyanok, mintha az épület részét képeznék. Az északi falon a képek közé hármas kereteket festettek. A fehér márványt utánzó keretet a cosmata díszítési módot utánzó festett négyzetes képmező fogja körbe, a középen négykaréjos területekbe helyezett kis méretű jelenetekkel. Az így kialakult viszonylag széles sávok építészeti tagolást adnak a kápolna falának. Jelentős újításnak számít a negyedik, legalsó sáv kialakítása, aminek paneljei márványfelületet utánoznak. A panelek között erények és bűnök jelennek meg. A képek elkészítése a boltozattól és az alatta lévő Mária élete-sávtól kiindulva lefelé haladt, feltételezhetően a diadalív képei készültek el utoljára. Ahogy a történet fentről lefelé a falakon körben halad egy folyamatos spirálként folytatódik a kápolna közepén álló látogató körül.

### Festésmód
A korlátozott falfelület miatt a képek mérete viszonylag kicsi, 200 x 185 cm. Az alakokat a lehető legnagyobbnak méretben kellett ábrázolni, így viszonylag nagyok és zömökek a körülöttük lévő térhez képest. Gesztusaik átmenetet képeznek az ókori művészet szigorúsága és a francia gótika kecsessége között. Az elbeszélés magasztos és ünnepélyes, de egyben derűs is. A főszereplők elegáns, fenséges alakok, tekintetük, gesztusaik koncentráltak, de ugyanakkor emberiek is. A mellékszereplők arcvonásaikban, gesztusaikban és ruházatukban is különböznek a legfontosabb alakoktól. A figurák szilárdan állnak és mozognak, testük tömegét ruházatuk redőzése emeli ki. Giotto felismerte, hogy a köpenyeknek a test mozgását kell tükrözniük. A nézőhöz legközelebb háttal álló, ülő vagy térdelő alakok előteret teremtenek a képnek vagy a kompozíció középterébe vezetnek át, miközben térbeli mélységet biztosítanak a jelenetnek.  

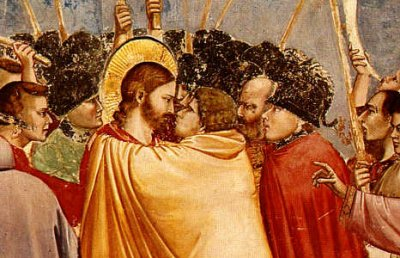
Júdás csókja

A viszonylag egyszerűbb kompozíciók lehetővé tették a festőnek, hogy a szereplők jelentős részét érzelmileg egyénítve jelenítse meg. Például Jézus elfogatásakor a jó és a rossz örök küzdelme a szép és a rút szembeállításával válik szemléletessé, amit külön kiemel Jézus rendkívül kifejező tekintete, míg a Krisztus siratása képen a kétségbeesett János evangélista a kompozíció egyik középpontjává válik. Egyes képeken jelentős szerepet játszanak a zsánerfigurák is, többek között Kánai menyegző kövér házigazdája aki a torkosság megtestesítője és annyira egyedi megjelenésű, hogy valószínűleg valódi portrénak tekinthető.
Az egyforma képméretekkel és a hasonló keretekkel kialakított egységes rendszeren belül minden kép egy különálló, önmagában teljes jelenetet mutat be. Mindegyik kompozíció saját középponttal rendelkezik, a történésről semmi nem vonja el a néző figyelmét. A munka előrehaladtával Giotto ábrázolási képességei is fokozatosan fejlődtek. A felső sorban az alvó Joachim erős rövidülésben való ábrázolása még egyedi jelenség, az alsó képsorokon egyre gyakoribbá válik. A festő időnként menet közben is megváltoztatta a feltételezhetően gondosan előre eltervezett kompozícióit. Ezt a viszonylag kis felületeken száraz vakolatra festett festményrészletek bizonyítják főleg az összetett jeleneteken a rövidülésben ábrázolt alakoknál. Ezeken a helyeken a legfelső festékréteg lepergett a falról és láthatóvá vált az alattuk lévő előkészítő rajt, ami fontos információforrás a kutatók számára. A szereplők zsákszerű, alakjukat nagyrészt elrejtő ruhája is átalakul, és egyre jobban kiemeli a szereplők formáját és mozdulatait.  

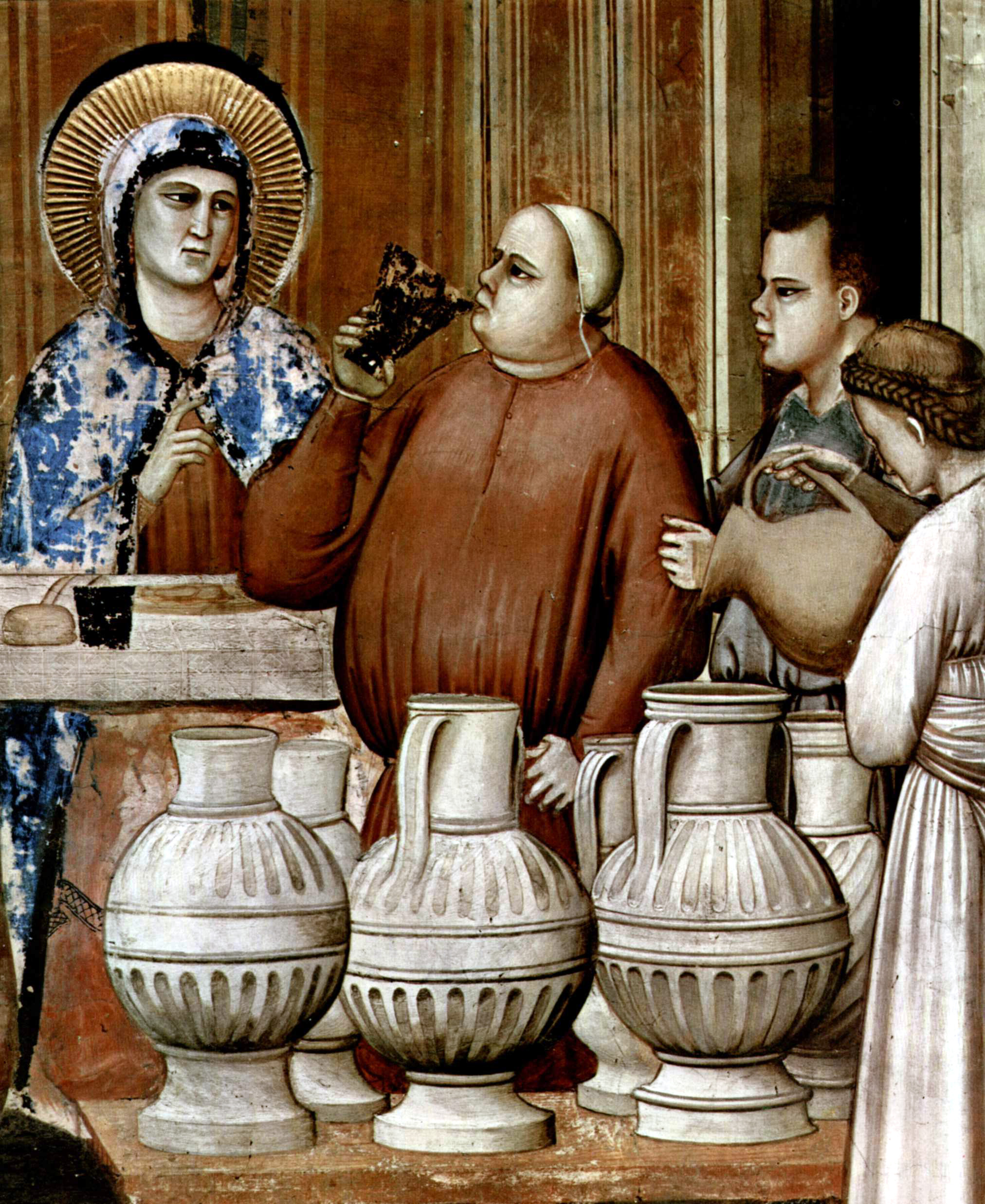
Kánai menyegző

Bár a kápolna képciklusa a szentélyt kivéve egyetlen nagy művészegyéniség munkájának tekinthető ez nem jelenti azt, hogy a teljes falfelületen minden részlet egységes színvonalon készült. Egyes részeit segédei festették, más helyeken maga Giotto dolgozott gyorsabban, így kevesebb figyelmet fordított a részletekre. Az egy napi munkára előkészített nedves vakolatrészek nagysága változó és felismerhető a színvonalbeli különbség például az üdvözülteket vezető Mária és a kép más kevésbé fontos szereplői között.

### Ikonográfia
A teljes falfelületet beborító freskókon a bonyolult ikonográfiai program központjában Szűz Mária és Jézus élettörténete áll. A freskóciklus igazi főszereplője Mária, aki közbenjár fiánál az emberek üdvözüléséért. Legfontosabb forrásai a hiteles evangéliumok, Jacopo da Voragine műve a Legenda Aurea, az apokrif Jakab-evangélium és Pszeudo-Máté evangéliuma. A Szent Jakab evangéliumának nevezett, de az egyház által nem kanonizált apokrif mű bővelkedik a Mária születésével, gyermekkorával és eljegyzésével kapcsolatos részletekben. Fontos forrás volt az 1300 körül megjelent ferences értekezés a Szent Bonaventurának tulajdonított Meditationes vitae Christi is. A Királyok imádása képen a lefelé néző Mária, valamint a Kánai menyegző képen János ábrázolása a bibliai történettel szemben a Meditationes szövegével áll összhangban.
A képek megtervezése sokrétű ismereteken alapul, szinte biztosan egyházi személy műve. A kutatások szerint ő az a szerzetes aki az utolsó ítélet-freskón a kápolna makettjét tartja és szinte biztos, hogy a teológus Padovai Albert ismerhető fel benne. A források szerint  a freskóciklus tervezése és a kápolna építése idején, a 14. század első éveiben a szomszédos Eremitani-templom szerzetese volt.
Korábban szinte kizárólag teológusok határozták meg a képciklusok ikonográfiai programját, de a kápolna készítésének idejére egyre inkább előtérbe kerültek az egyházi és világi megrendelők, akik igyekeztek saját akaratukat érvényesíteni. Így Padovai Albert kettős feladatot láthatott el, egyrészt a freskóciklus bibliai pontosságát kellett felügyelnie, ugyanakkor eleget kellett tennie a megrendelő kívánságainak is. Ennek egyik példája lehet a Menekülés Egyiptomba jelenet, ahol a forrásokból nem levezethető kíséret egy kereskedőkaravánt jeleníthet meg.

### Előzmények és kapcsolódási pontok

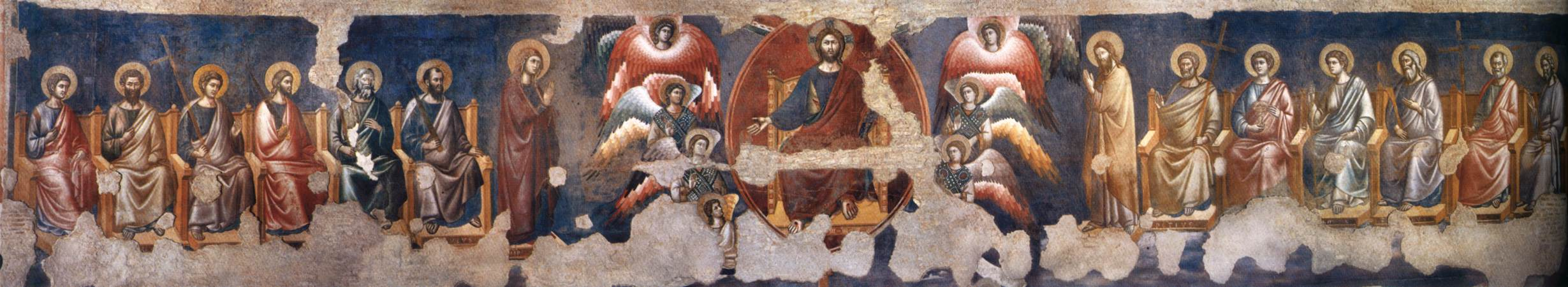
Pietro Cavallini, Utolsó ítélet, Santa Cecilia in Trastevere-templom, 1300 k.

A falképek festésmódja a duecento végi római hagyományokból indul ki. Figuráinak festésmódja Pietro Cavallini művészetére vezethető vissza, az Utolsó ítélet freskó középső sávjának a római Santa Cecilia in Trastevere-templomban látható, azonos témájú kép lehetett az előzménye. A Mária életét ábrázoló képek a Santa Maria in Trastevere-templom szintén Cavalli által készített mozaikjainak továbbfejlesztése. Az egyes építészeti elemek festésekor, például a Joachim kiűzése a templomból jeleneten Arnolfo di Cambio Rómában látható művei alapján dolgozott.
Giotto művészetében északi kapcsolatok is kimutathatók, ami a kápolna dekorációs rendszerében ismerhető fel. Az alsó sáv erények és bűnök grisaille festésű figurái között az Igazság mögötti háromkaréjos ablak hasonlít a reimsi katedrális nyugati falán lévő szoborfülkékhez. A festő kereskedők által szállított vázlatokon keresztül szerezhetett ismereteket a távoli épületről. A kápolna egyszerű szerkezete a boltozatok geometrikus felosztása a cosmata stílusú dekoratív sávok és a legalsó sáv grisaille-festésmódja a gótikus kapuzatok lábazati dombormű-sorainak felel meg.
A freskóciklus egyik közvetlen ismert előzménye Giotto Assisiben festett falképsorozata, de ezután festészete radikális átalakuláson ment át egy Rómában majd Riminiben való tartózkodás után. Az átalakulás folyamata nem rekonstruálható mivel mindkét városban készült alkotásai elpusztultak.

## A képek

### Joachim és Anna története
Joachim és Anna története a déli fal legfelső sorában látható. Korábban ritkán ábrázolták, a ma ismert legkorábbi ugyanilyen témájú képciklus a  11. századból való. Megjelenésük a 14. századtól egyre gyakoribbá vált, ez a 13. századtól fokozódó Mária-tisztelet mellett többek között Giotto képeinek is köszönhető. Tiszteletük a keleti egyházból terjedt nyugatra, ünnepük legkorábbi említése a 8. századra tehető. A festmények forrása az apokrif Jakab-evangélium volt, a Bibliában nincs róluk említés. A hat kép elmeséli Joachim kiűzését a templomból gyermektelensége miatt, az angyal megjelenését Anna előtt, Joachim áldozatát amit Isten kedvezően fogadott, az álmában megjelenő angyalt és visszatérését Jeruzsálemben ahol találkozott feleségével. A képeken az építészeti háttér majdnem minden jeleneten egy, a történet bemutatásához feltétlenül szükséges épületre korlátozódik.   
| | Joachimot kiűzik a templomból (1) |
| Joachim története a déli fal felső sávjának hat képén jelenik meg. Az első képen Ruben pap kiűzi Joachimot a templomból, nem mutathat be áldozatot mivel Isten nem áldotta meg utóddal a házasságát. A drámai jelenetben Ruben erőteljes mozdulattal, a vállára tett nyitott bal tenyerével gyakorlatilag kilöki Joachimot az épületből, míg jobb kezével a ruháját ragadja meg. Már ezen az első képen is felismerhetőek Giotto újító művészetének legfontosabb elemei – a realizmusra való törekvés, az expresszivitás, a mozdulatok hangsúlyos ábrázolása, az épített környezet minél valósághűbb részletes megjelenítése és a színek mesteri használata. Az építészeti háttéren a középkori itáliai bazilikák baldachinos oltára figyelhető meg az énekesek számára körülzárt térrel a schola cantorummal. |                                   |

| | Joachim a pásztorok között (2) |
| Joachim a hegyekben a távolban elbujdosik a pásztorok között és ott marad öt hónapig. A kép közepén lévő két pásztor az éppen megérkező uruk előtt áll aki profilból ábrázolva, lehajtott fejjel a földet nézve, kezét a köpenye redői között összefogva jelenik meg. A két fiatal férfi zavartan és kérdőn néz egymásra. Az egymás felé forduló alakok kompozíciós egységet alkotnak. A képen szereplő állatokat Giotto az emberek érzelmeivel ellentétes módon festette meg, a birkák és kecskék nyugodtan legelnek, vagy békésen összegyűlnek az akol bejáratánál, a fehér kiskutya boldogan szalad gazdája felé. A háttérben kopár sziklákon dús levélzettel borított tölgyfák nőnek élesen kiemelkedve a kék égből. Egymástól távoli elrendezésük az elszigeteltséget és a magányt jelképezik, lombjuk a reményt szimbolizálják. |                                |

| | Angyali üzenet Annához (3) |
| A következő jelenet Anna házában játszódik. A ház gyakorlatilag csak egy keret ami az épületet szimbolizálja, előképei Arnolfo di Cambio római oltárai lehettek. Már hosszú ideje nem hallott híreket férjéről, ezért Istenhez imádkozik, hogy hazatérjen. A tisztaság jelképének számító fehér függönyből élesen kiemelkedik térdelő alakja az ablakon benéző angyal és a szolgáló figurája között meghúzható átló közepénél. A csukott ajtó előtt egy merész rövidülésben megjelenített asszony fonalat fon. Ruhájának szoknyarésze kifeszül két térde között, a ráncok kihangsúlyozzák testének formáit. A fonás a születéshez és az élethez kapcsolódó ősi szimbólum, itt arra az életre utal, amit Anna hordoz majd a méhében. Az épület timpanonján látható Maiestas Domini-ábrázolás jelzi, hogy az üzenet idejére Anna háza templommá változik. |                            |

| | Joachim áldozatot mutat be (4) |
| Joachim kiválasztott egy bárányt és feláldozta, Isten keze a kép tetején jelzi, hogy elfogadta az áldozatot. Az állat teteme csontvázként fekszik a lángok között, míg a lelke a füstben alig láthatóan az ég felé emelkedik. A kép jobb oldalán álló angyal elegáns alakjával, az őt áhítattal hallgató, földre borult Joachim átlósan ábrázolt figurájával és a kép bal szélén megjelenő, kezét imára emelő pásztor ábrázolásával éles ellentétben áll a festmény alsó részén megjelenő állatok viselkedése. Teljesen közömbösek – pihennek, legelnek, egymással küzdenek – azzal kapcsolatban, ami az emberek világában történik. A pásztor kalapja a kép kerete miatt csak részben látszik, mivel Giotto a jelenetet filmszerűen ábrázolta. A mozgást érzékelteti, ezért időnként az állatok, a tárgyak és az épületek csak részben láthatók a kép szélén és a nézőre hagyja, hogy elképzelje a jelenet fennmaradó részét. |                                |

| | Joachim álma (5) |
| A kunyhója előtt kimerülten, összekuporodva alvó Joachim előtt álmában megjelenik ugyanaz az angyal, mint Anna előtt és neki is megjövendöli lánya születését. A jövendölésnek két pásztor a tanúja, valamint a sziklás háttér előtt legelő birkák. Az elkeseredett Joachim figurájának megjelenítése a festő egyik legszebb jellemábrázolása. A mélykék ég éles ellentétben áll a világos hegyoldallal, a sziklákkal és Joachim kunyhójával. Ezen a jeleneten látható először repülő angyal. Amikor állnak vagy ülnek Giotto egész alakjukat megjeleníti, repülés közben viszont lerövidíti őket és testük alsó részét egy füstfelhőben ábrázolja. |                  |

| | Találkozás az Aranykapunál (6) |
| Az idős házaspár a jeruzsálemi Aranykapunál találkozik. A házasok megcsókolják egymást, Anna megsimogatja férje szakállát, aki szeretetteljesen magához öleli. Négy nőalak, Anna szolgálói és barátnői állnak a kapu arany íve alatt. A kéttornyos építményen a ghibellin épületekre jellemző lőrések láthatók. A kapu formája emlékeztet az Augustus korabeli kapura, ami akkor még be volt építve a 13. századi falba. A híd előképe a Riminiben álló Tiberius-híd lehetett, Giotto néhány évvel korábban a ferencesek megbízásából ott is dolgozott. A kép bal szélén egy félig látható pásztor örül a házaspár újra megtalált boldogságának. Az örömteli jelenettel ellentétben áll a kép közepén megjelenő feketébe öltözött titokzatos nőalak. Az arcát félig eltakaró figura a főszereplőkkel ellentétes irányba néz, Mária és Jézus későbbi szenvedéseit szimbolizálja. |                                |

### Mária élete
A következő hat ábrázolás az északi fal felső sorában látható, bemutatja Mária születését, bemutatását a templomban, és házasságához kapcsolódó négy jelenetet, az ágak összegyűjtését a templomban, a kérők imáit, Mária esküvőjét és az esküvői menetet. Ezen a jelenetsorozaton is egy-egy épület jelenik meg minden képen. Anna háza ugyanúgy néz ki, mint az angyal megjelenésekor, a templom, ahol Máriát bemutatták tükörképe annak az épületnek, amiből Joachimot kiűzték, az a templom, ahol Mária esküvője volt háromszor is megjelenik.
A képek jellegzetességei, hogy Giotto a jeleneteket az elbeszélés által megkövetelt legkisebb számú, tömbszerű alakokkal mutatja be, akik méltóságteljesen mozognak a Cavallini művészetére visszavezethető épületelemek között (apszisfülke, baldachin, schola cantorum).
| | Mária születése (7) |
| A történet kilenc hónappal később folytatódik Anna házában. Az ágyán ülve, mosolyogva nyújtja a kezét az újszülött Mária felé, akit egy elegáns, kék ruhába öltözött asszony ad át neki. Egy másik, piros ruhába öltözött nőalak egy fedett edényt tart, amiben húsleves lehet az anya számára. Az ágy mellett egy nagyméretű fémedény áll fürdővízzel. Mária ismét megjelenik a képen a földön ülő két szolgáló egyikének karjában, míg a másik figura, egy szép arcú, fehérbe öltözött nőalak ruhaanyagot teker össze. Az újszülött fürdetésének megjelenítése ókeresztény és bizánci ikonográfiai hagyomány, ami bizonyítja, hogy Giotto újításai ellenére is hagyománytisztelő volt. |                     |

| | Mária bemutatása a templomban (8) |
| Az apokrif Jakab-evangélium szerint három évvel később Máriát bemutatták a templomban és Isten szolgálatára adták. A fehér ruhás Mária a templomba vezető legfelső lépcsőfokon áll, ahol a kép mértani középpontjában álló főpap fogadja. Ennek ellenére a két vörös ruhás figura között álló gyermek a kép igazi középpontja. Anna két kézzel a főpap felé irányítja, miközben a profilból ábrázolt Joachim a háttérből figyeli a jelenetet. Miután Mária belépett a templomba Anna és Joachim küldetése véget ért. Figyelemre méltó az első lépcsőre fellépő, ajándékokat vivő szolga rövidülésben való ábrázolása a főszereplők tengelyének meghosszabbításaként. A jobb oldalon két férfialak egymás között beszéli meg a történteket. |                                   |

| | Mária jegyesének kiválasztása (9) |
| A következő három jelenet ugyanabban a templomban játszódik. Korábban a templom főpapja felszólította a nőtlen férfiakat, hogy jelenjenek meg az épületben egy faággal. A fiatal férfiak mellett ott volt az idős József is akit dicsfénye és szakálla emel ki a többiek közül. A képen nem jelenik meg az események sorozata csak a legfontosabb mozzanat amikor a főpap összegyűjti az ágakat és ezzel megkezdődik a versengés Mária kezéért. A főpapot szemben látjuk az épület apszisának közepén, ahogy az ágakat hozó kérők eléje járulnak. A jelenet feszültségét a jobb oldalon álló zöld köpenyes pap jelenléte is fokozza, ahogy Zakariás főpappal együtt a méltóságot és a hatalmat testesítik meg. |                                   |

| | Csodajel várása az oltár előtt (10) |
| A következő kép szereplői imádkozva várják a csodát. József továbbra is a festmény szélén jelenik meg. A száraz ágak két oldalán az oltárt értékes tömjénégetők díszítik. Az elbeszélésben nem jelenik meg, hogy József lett a kiválasztott. Az oldalról vagy hátulról megjelenő térdelő figurák tömbszerű masszív megjelenését, ami jellegzetes vonása Giotto Padovában alkotott műveire a festő a drapéria és az anatómia leegyszerűsítésével érte el. Az arcok alig vagy profilból láthatók, mivel a szereplők nagy része az oltár felé fordul. Az előtérben látható három monumentális alak elhelyezkedése az apszis félkörívét egy egész körré egészíti ki. Ezen a képen a legfeltűnőbb, hogy a felső sor képeinél figyelembe vették a látogatókat, akik a képeket több méterrel alacsonyabbról nézik. |                                     |

| | Mária esküvője (11) |
| A következő képen már Mária esküvője látható, aki nem a kép középpontjában, hanem templom apszisának tengelyében áll, mégis ő a jelenet főszereplője. A kiválasztott József áll a festmény mértani középpontjában ahogy gyűrűt húz Mária ujjára, míg a főpap kezeiket egymáshoz érinti. Mária hajában egy értékes diadém látható, kezét méhe fölé helyezi, ami későbbi anyaságára utal. A zavarban lévő József még mindig a kezében tartja a faágat, ami liliommá változott és egy galamb készül felszállni róla. Mária mögött három mosolygó nőalak hozzá hasonló testtartással szintén az anyaságot szimbolizálja, míg a kép ellentétes oldalán a csalódott kérők jelennek meg. Egyikük kettétöri a száraz faágat, másikuk fenyegetően felemeli a kezét. Egy harmadik kérő a társához beszél, míg a többiek beletörődve figyelik a szertartást. |                     |

| | Az esküvői menet (12) |
| Az esküvői menet a férj házához érkezik, amelyet Giotto egy elegáns balkonnal és korabeli gótikus stílusban kialakított ablakokkal illusztrált. Az épület az Angyali üdvözlet jelenetnél majd teljes egészében látható lesz. Az ablakból az ünneplés és a termékenység szimbóluma, egy levéllel borított faág lóg ki. A bejáratnál három babérkoszorút viselő zenész fogadja az esküvői menetet. A jelent abszolút főszereplője a hosszú uszályos öltözéket viselő Mária, aki elegáns mozdulattal emeli fel ruhája szegélyét, miközben hét társnője kíséri Alakjában a 13. századi francia katedrális-plasztika hatása ismerhető fel. |                       |

A szentély fölötti félkörív és az alatta lévő sáv a kápolna egyik legfeltűnőbb falfelülete, ezt az Angyali üdvözlettel kapcsolatos képek foglalják el.
| | Isten elküldi Gábriel arkangyalt Máriához (13) |
| A diadalív tetején látható kép az egész történet bevezetése. A trónon ülő, a szemben lévő Utolsó ítélet-freskón látható Jézushoz hasonló arcvonásokat viselő Atyaisten elküldi Gábriel arkangyalt Máriához. Tekintete szigorú, kezét ünnepélyes gesztussal felemeli. A figurát temperatechnikával festették nyárfa alapra és mivel kihajtható különleges funkciója lehetett, ami a szentély átépítésekor megszűnt. Jelenleg egy padlásszerű helyiségre nyílik. Figyelemre méltó a trón lépcsőjének mozaikdíszítése ami itt festett formában jelenik meg. A trón körül több csoportban megjelenő angyalok hangszeren játszanak, énekelnek, megfogják egymás kezét mintha táncolni készülnének. Elrendezésüknek térbeli mélységet ad a képnek. A Paradicsom ilyen jellegű ábrázolása már előrevetíti Fra Angelico több mint egy évszázaddal későbbi hasonló témájú képeit. |                                                |

| \| \| \| | Angyali üdvözlet (14-15) |
| \| \| \| | A történet a diadalív két oldalán folytatódik. Gábriel arkangyal és Mária egymással szemben térdelnek, a képek építészeti háttere is olyan szögben jelenik meg, mintha a két épületbelső egymás felé nézne. Máriát arcvonásai és hajviselete már érettebb, férjes asszonyként jelenítik meg. Először látható rajta az arannyal díszített piros ruha, amit a későbbi ábrázolásokon is viselni fog. Az arkangyal áldásra emeli jobb kezét, bal kezében egy papírtekercset tart, rajta az isteni üzenettel. A szél egy fehér szövetdarabot fúj át a diadalív íve fölött Mária irányába, ez jelképezi a szeplőtelen fogantatást. Mária összefonja a karját, egyik kezében egy csukott könyvet tart. Kissé lefelé néz, arckifejezése elárulja, hogy megértette Isten üzenetét. Mindkét figura, különösen Mária alakja magabiztosságot sugároz, Mária karjának rövidülésben való ábrázolása már 15. századi festészeti technikákat vetít előre. A mélység illúzióját növeli, hogy a profilban ábrázolt arcokat keretező dicsfények kör helyett ovális alakúak, de Giotto később felhagyott ezzel az ábrázolásmóddal. |
|          | |

| | Mária és Erzsébet találkozása (16) |
| Az angyali üdvözlet alatt látható képen a szereplők környezetükhöz képest nagyobbak mint a többi képen, mivel egy kisebb falfelületen ugyanakkora méretben jelennek meg, mint az oldalfalak figurái. Giotto egy kiegyensúlyozott kompozícióban ábrázolja a találkozás pillanatát. Az idős Erzsébet ráncokkal barázdált arccal jelenik meg, fejét egy vékony, átlátszó fátyol borítja. A hódolat jeleként meghajol Mária előtt, aki egy határozott, de egyben gyengéd mozdulattal felemeli, míg tekintetük összefonódik. Mária méltóságát egyenes testtartása és a mögötte álló szolgálók hangsúlyozzák. A kompozíciót a függőleges formák határozzák meg, amitől csak Erzsébet hátának vonala tér el. |                                    |

### Jézus élete
A déli fal öt képén Jézus születése, a királyok imádása, Jézus bemutatása a templomban, a menekülés Egyiptomba és a betlehemi gyermekgyilkosság jelenik meg. Az első képen látható istálló hasonló módon jelenik meg a második képen is, csak más szögben. A harmadik kép templomát Giotto korábban már kétszer is megfestette a  történetben (Joachim kiűzése, Mária bemutatása), de ebben az esetben, csak az oltár fölötti baldachin látható. A két alsó sávban a Mária életét bemutató képek kompozíciós alapmintái mozgalmasabbá válnak, több alak jelenik meg rajtuk és intenzívebb gesztusokkal fejezik ki érzelmeiket. A táj maga is kifejező eszközzé válik, és egyre nagyobb szerepet kapnak a perspektivikus hatású belső terek.
| | Jézus születése (17) |
| Jézus születésének ábrázolása a képciklus egyik kiemelkedő darabja. Figyelemre méltó az újszülöttet magához emelő, felé forduló Mária testtartása. A kép fókuszpontja ahogy egymásra néznek, Mária gyengéd míg Jézus éber, tudatos tekintettel. Jézus ugyanígy néz majd elfogásakor az őt eláruló Júdásra. Küldetését a dicsfényébe rajzolt kereszt jelzi. A közelében lévő rövidülésben megfestett feléje forduló szamár mélységet ad a képnek. A kép előterében József sárga köpenyben álomba merülve ül. A korábbi ikonográfiai hagyományt követve nem vesz részt az újszülött ellátásában, mégis szorosan kapcsolódik családja többi tagjához. A jobb szélen álló pásztor a kompozíció felső részén vidáman repdeső angyalokat figyeli. A kép mellékszereplői, a szolgáló, az állatok, a pásztorok és az angyalok egy kört alkotnak Mária és Jézus körül. |                      |

| | Királyok imádása (18) |
| A királyok hódolnak Jézus előtt, miközben az előző képen más szögben látható épület fölött egy üstökös jelenik meg. Giotto a Halley-üstökös alapján festette, amit négy évvel korábban 1301-ben látott. Valósághűen ábrázolta, elhagyta róla a szokásos középkori szimbólumokat. Az üstökös csóváján lévő csíkok a repülő angyalokhoz hasonló dinamikus hatást keltenek. Ezzel ellentétben a kép baloldalán látható két karcsú, kékszemű, fején bojtot viselő teve nem valósághű, az egyetlen olyan állat a kápolnában festettek közül amit Giotto nem látott élőben. Mária ölében a Gyermekkel királynői méltósággal fogadja kisérettel érkező királyokat, mögötte angyalok állnak. Az egyik király koronáját a földre téve térdre borul Jézus előtt, míg két társa mögötte áll. |                       |

| | Jézus bemutatása a templomban (19) |
| A szimmetrikus kompozíció központjában a Joachim történetét bemutató képen már megismert templom egy részlete látható. Az oltár előtt álló pap köpenye szélével betakarja kezét és úgy tartja a Gyermeket. Mária a kezét nyújtja felé, miközben Józseffel a pap jövendölését hallgatják Jézus életéről Ezen a freskón viseli először Jézus azt az arannyal hímzett piros ruhát, amiben ezután a többi képen, egészen az Utolsó ítélet ábrázolásig megjelenik. A kép jobb szélén egy idősebb nőalak papírtekercset tart a kezében "Quoniam in isto erit redemptio saeculi" ("mert benne lesz a világ megváltása") felirattal. A bal oldali figurák statikusabbak a többinél, feltételezhetően a tanítványok közreműködésével készültek. |                                    |

| | Menekülés Egyiptomba (20) |
| A kápolna egyik leghíresebb képén a Madonna elszánt és határozott tekintettel néz maga elé, miközben a vállára szíjazott Jézus nyugodtnak tűnik. Ők ketten egy elszigetelt csoportot alkotnak a kép közepén. Mária arcának festésmódja annak a jele, hogy a festő szakított a korábbi, a profilképek elleni előítéletekkel, ami bizonyára nagy hatást tett kortársaira. Figyelemre méltó Mária köpenyének megjelenítése is. József aggodalmas arcifejezéssel fordul feléjük, ruhája alatt egy élelemmel teli kosár látható. A szamarat egy fiatalember vezeti, aki az előtte lebegő, az utat mutató angyalra figyel. Fekete ruhát hord, derekáról kulacs lóg, fején vékony borostyánkoszorút visel. Ezek szimbolikus jelentésűek, a fekete ruha a halál és a gyász jele, míg az örökzöld borostyán a lélek halhatatlanságát és az újjászületést jelképezi. Így a jelenet egyszerre ábrázolja az utat egy konkrét cél felé, valamint Jézus sorsát és küldetését. A szamár felemelt patájához közel lévő hasadék az út gyötrelmeinek és veszélyeinek szimbóluma. |                           |

| | Betlehemi gyermekgyilkosság (21) |
| Ez az egyetlen jelenet, amelyen két épület látható. Heródes, aki egy mozdulatával elindítja a vérengzést a kép bal oldalára került. Giotto három, egyszerű ruhába öltözött figurával jeleníti a gyilkosságok elkövetőit. Egyikük kapucnit visel, durva arcvonásaival a jelenet kegyetlenségének és durvaságának megtestesítője. A képen nincsenek szent személyek, a kompozíció középpontjába az egyik elkövető került. A kép előterében lévő ruhátlan gyermektestek megdöbbentő ábrázolása Giotto egyik merész újítása. Balra három katona elfordítja a fejét a vérengzéstől, testtartásukkal és arckifejezésükkel elutasítást, fájdalmat és szánalmat fejeznek ki. Ők római katonák akik nem tudnak szembeszállni az uralkodó parancsával mivel a mészárlás a királyság belügyének számít. A kép másik oldalán a gyermekeiket sirató anyák láthatók, mögöttük egy keresztelőkápolnára hasonlító épülettel, ami a későbbi egyházat jelképezheti. A képen látható árnyékok (például Heródes palotájának balkonja alatt) újabb elemei Giotto realizmusra törekvő művészetének. |                                  |

Az északi falon folytatódó történet következő hat jelenete a tizenkét éves Jézus a templomban, Jézus megkeresztelése, a Kánai menyegző, Lázár feltámasztása, bevonulás Jeruzsálembe és a kufárok kiűzése a templomból. A jelenetsor képei közül több is a legszebbek közül való, feltételezhetően azért, mert Krisztus felnőtt életét és csodáit mutatják be.
| | A tizenkét éves Jézus a templomban (22) |
| Az egyetlen az Evangéliumokban szereplő jelenetet ábrázolja Jézus gyermekkorából. Az egész freskóciklusban ez a kép van a legrosszabb állapotban, mivel a kápolna nyugati falának ez a része meggyengült a közvetlenül mellette lévő palota lebontása után. A bonyolult szerkezetű belső tér részletei már nem kivehetők és jelentős sérüléseket szenvedtek a félkörben ülő papok ruhái is. Jézus középen ül, miközben Mária és József kezüket felé nyújtva belépnek a helyiségbe, miközben az egyik pap feléjük fordul. A kép jellegzetessége, hogy ez a történetben a legkorábbi kép, ami teljes egészében egy épület belső terében játszódik. A középen ülő jézus figurája nem a freskó mértani középpontjánál helyezkedik el, hanem attól kissé jobbra valószínűleg azért, mert ez a kép került a legszélső helyre a fal végén. |                                         |

| | Jézus megkeresztelése (23) |
| Az elbeszélés Jézus felnőttkorában folytatódik a Holt-tenger melletti Jordán folyónál. Giotto összetett jelenetben ábrázolja a keresztelés pillanatát. Jézus derékig elmerül a folyóban, ami ívesen köti össze a két partján emelkedő sziklákat. Az egyik oldalon négy angyal a ruháit, az aranyhímzéses piros tunikát emberi természetének jelképét és az először megjelenő kék köpenyt, isteni bölcsességének szimbólumát tarták a kezükben. Fent az Atyaisten jobb kezével megáldja a jelenetet, bal kezében az Ótestamentumot szorítja a melléhez. A Szentlélek fehér galambja már alig kivehető Jézus feje fölött. Keresztelő Szent Jánostól jobbra zöld köpenyben hosszú hajjal és szürke szakállal András apostol jelenik meg. A középen felemelkedő folyó irreális ábrázolásának több magyarázata lehet, például Giotto hibája, a megrendelő kérése vagy ragaszkodás a megszokott ikonográfiához amivel elkerülhető Jézus ruhátlan megjelenítése. |                            |

| | Kánai menyegző |
| A Kánai menyegző Krisztus első csodájának színhelye. A képen Giotto a vőlegényt nem a kép közepére, hanem balra helyezte el Krisztus és András apostol közé. A menyasszony középen ül jövendőbeli anyósa és Mária között. A kép előterében egy asztalon hat nagyméretű vizeskanna látható, egy szolgáló, aki a kép kerete miatt csak félig látszik vizet tölt az egyikbe. Közben egy testes alak óvatosan egy kupát emel a szájához a mögötte álló szolgáló mintha vigasztalná. Két másik szolgálólány, egyikük profilból, másikuk háttal mélységet ad az ábrázolt térnek. A vőlegény János a későbbi evangélista, könnyen felismerhető mivel freskóciklus későbbi képein még többször megjelenik. Dicsfény nélkül látható, mivel ekkor még nem volt Jézus tanítványa. A középen ülő menyasszony arckifejezése közömbös, mintha nem is lenne tudatában mi történik körülötte. |                |

| | Lázár feltámasztása |
| Lázár feltámasztásának csodája megelőlegezi Krisztus győzelmét a halál felett. Giotto egy többszörösen tagolt, mozgalmas jelenetben mutatta be a csodát. A kép bal oldalán Krisztus alakja élesen kiemelkedik az erőteljes kék színű háttérből, kezét áldásra emeli. A jelenet másik részét Lázár múmiaszerű alakja uralja és annak realisztikus ábrázolása, hogy a négy napos holttestből áradó szag milyen hatást vált ki a körülötte lévőkből. Péter a testet körbetekerő vászoncsíkot oldozza el, miközben elfordított fejjel Krisztusra néz. Lázár mögött az arcát köpenyével félig eltakaró János jelenik meg. Mögötte egy szintén eltakart arcú azonosítatlan nőalak áll, aki ellentétes irányba néz, így kitágítja a jelenet határait. A festményt két átló tagolja több részre, az egyik fentről lefelé, jobbról balra osztja ketté a képet a domb vonalában, alatta a sziklába vágott sírral, a másik középről indul ki bal felé és Mária Krisztus előtt leboruló testének vonalát követi. Alakjuk térmélység illúzióját kelti, ugyanúgy, mint a két fiatal férfi akik a korábban a sírt borító kőlapot teszik a földre. |                     |

| | Bevonulás Jeruzsálembe |
| Jézus ezen a képen is felemelt karral oldalnézetből jelenik meg, miközben a városkapun keresztül eléje siető tömeg fogadja. Mögötte tanítványai állnak, a zsúfolt csoport miatt Jézus jelentősége csökken és kevésbé emelkedik ki környezetéből. A kép tervezése Giotto munkája, de a kivitelezés a kép jelentős részében tanítványaira maradt. A fákon ágakat tördelő alakokat viszont Giotto festette. A kápolna képciklusa három "utazást" jelenít meg, a menekülést Egyiptomba, a bevonulást Jeruzsálembe és a mennybemenetelt. A két utolsó közötti szimbolikus köteléket erősíti, hogy a falon egymás fölött helyezkednek el. A menekülés Egyiptomba képpel a központi helyen megjelenő szamár alakja teremt kapcsolatot. |                        |

| | A kufárok kiűzése a templomból |
| Krisztus bal kezével megragadja az egyik kereskedő ruháját (aki egy madárkalitkát rejtett a ruhája alá) és arrébb löki, míg a másik kezét fenyegetően felemeli. Mozdulata és testtartása hasonló a papéhoz, aki Joachimot űzte ki a templomból. Balra egy kisfiú egy galambbal a kezében Péter köpenye alá bújik, egy másikat Tamás vigasztal meg. A kép jobb oldalán két főpap jelenik meg, Hannás hosszú fehér szakállal és aranyhímzéses piros köntösben, mellette veje, Kajafás főpap. Hannás haragosan nézi Krisztust, míg Kajafás kérdő tekintettel apósát figyeli. A jelenet építészeti háttere velencei hatást mutat, a keleties stílusú templom, a homlokzatán lévő lovasszobrok a Szent Márk-bazilikára emlékeztetnek. Az egyik pénzváltó kezében tartott ketrec akkor került a képre, amikor a vakolat már majdnem megszáradt, ezért alig látható. |                                |

| | Júdás árulása |
| A Júdás árulása a diadalív utolsó képe az Angyali üdvözlet, valamint a Mária és Erzsébet találkozása képek mellett. A sárga köpenybe, az irigység és árulás színébe öltözött, fekete glóriát viselő Júdás karját egy mögötte álló démon ragadja meg csontos kezével. A vele szemben álló pap robusztus alakja is bizonytalanságot árul el, mivel nem lehet biztos benne, hogy Júdás betartja-e ígéretét. Júdás eközben a bal kezében tartja a Hannástól kapott pénzeszacskót. Miután megkapta a pénzt az ördög és a főpap elől sem tud már menekülni és ez az ideges feszültség hatja át a képet, ami Giotto rendkívüli lélekábrázolási képességének újabb bizonyítéka. A kép jobb oldalán egy épület előtt két pap beszélget egyikük hátrafelé Júdásra mutat, így egyértelmű, hogy róla van szó. |               |

Jézus története a déli oldalon folytatódik tovább, az öt kép közül csak a középső játszódik külső térben. Az első két jelenet csendes ünnepélyességét – amit az azonos környezet is kiemel – a középső képen Jézus elfogatásának mozgalmas képe váltja fel. A Krisztus a főpap előtt kép egy újabb bizonyítéka Giotto fokozatos eltávolodásának korának festészeti hagyományaitól, ahol szokatlan módon egy fáklyával megvilágított éjszakai jelenetet ábrázol.
| | Utolsó vacsora |
| Az utolsó vacsora helyszíne egy egyszerű belső tér. A díszített mennyezetet vékony oszlopok tartják, a tető peremén két madár látható, az egyik egy kígyót megragadó sas, a jó és a rossz közötti örökös harc szimbóluma. Azt a pillanatot ábrázolja, ahogy Jézus átnyújtja a kenyeret Júdásnak. Az apostolok egy hosszú asztal mellett U alakban ülnek, a figurák tekintetéből hiányzik a szuggesztív kifejezőerő. Jézus szinte eltűnik tanítványai között, az alakok egésze és mozdulataik nem közvetítik az esemény drámaiságát. Mindez arra utal, hogy a képet a mester tanítványai festették, mivel gyakorlatilag minden hiányzik belőle ami Giotto művészetének alapját képezi. |                |

| | Lábmosás |
| Az előző képhez hasonlóan ezen a festményen is felismerhetőek a tanítványok közreműködései, de kisebb mértékben. A jelenet az utolsó vacsora képen megismert belső térben játszódik. A középen térdelő Jézus Péter lábát készül megmosni, egymásba fonódó tekintetük feszültségről és az apostol értetlenségéről árulkodik. Úgy tűnik a félkörben álló tanítványok sem értik teljesen mi történik, ezért különbözőképpen reagálnak, elgondolkodnak, segédkeznek, a sarujukat vetik le, vagy csak figyelik a jelenetet. A kép bal szélén látható három tanítvány nem teljesen illik a kompozícióba, feltételezhetően a segédek festették őket és a kissé sematikus két álló apostol sem Giotto saját kezű munkája. |          |

| | Jézus elfogatása |
| A színpadias ábrázoláson Jézus egyenesen a sárga köpenybe burkolózott áruló szemébe néz. A kép a Jézus elfogatása előtti pillanatokat jeleníti meg, a csók előtti utolsó másodpercet. Júdást összeszorított ajkakkal ábrázolta, ami így kiemeli állatias vonásait, míg tekintete a benne lévő ürességet és rosszindulatot tükrözi. A főszereplőket fegyveresekből, papokból és tanítványokból álló tömeg veszi körbe. A kék hátteret fáklyák, lándzsák, alabárdok, kardok és botok osztják fel több részre. Kajafás jobb kezével Krisztus felé mutat, míg Péter egy mozdulattal levágja szolgája egyik fülét. A gonosz győzelmét Júdás Jézust eltakaró sárga köpenye szimbolizálja. Az erőszak még háttérben van a dráma csúcspontja Jézus csendes szembenállása a tömeggel. A zárt jelenet központja az áruló csók, minden szereplő és gesztusaik erre mutatnak. A kép kereténél félbevágott alakok a Jézusra támadó tömeg nagyságát jelzik. |                  |

| | Jézus Kajafás főpap előtt |
| Giotto függőlegesen két részre osztotta a képet. Az elegáns, hímzett ruhában középen álló katona Kajafás felé néz, aki felháborodásában szétszakítja ruháját Krisztus istenkáromlónak vélt kijelentése után. Közöttük egy barna ruhás szolga egy hosszú fáklyával világítja meg a termet, és ez a bezárt ablaktáblákkal még nyomasztóbbá teszi a jelenetet. Jézus hátrafordul és a mögötte álló gazdagon díszített ruhájú katonára néz, aki ütésre emeli a kezét. Az ajtóban újra Hannás pap tűnik fel. A feszült légkörű képen az összekötött kézzel nyugodtan álló Krisztus figurája a kompozíció középpontja. |                           |

| | Jézus kigúnyolása |
| A jelenet Pilátus palotájában játszódik, az előtte történő kihallgatás nem jelenik meg külön képen. Ez a jelenet is két elkülöníthető részből áll. Középen egy színesbőrű férfi, fehér ruhában ütésre emel egy botot, a másik oldalon az elgyötört Jézus magába roskadva ül, miközben szolgák veszik körül. Egyikük megüti, ketten a szakállát és a haját tépik. Aranyhímzéses ruhát visel, kezében (jogar helyett) egy nádszálat tart. A kép másik szélén a vörös tógás, mellén a birodalmi sas hímzett képét viselő, egy csoport közepén álló Pilátus Jézus felé mutat és átadja őt a papoknak. Jézus mozdulatlan alakja éles ellentétben áll a körülötte lévők gonoszságával. A festmény két csoportját Pilátus gesztusa és a középen álló botot emelő figura köti össze. |                   |

A Jézus történetét befejező utolsó hat kép, a keresztvitel, a Jézus a kereszten, a Jézus siratása, a feltámadás, a mennybemenetel és a Szentlélek eljövetele az északi falon kapott helyet. A keresztvitel, hasonlóan a fölötte lévő képpel rossz állapotban van. A Jézus a kereszten és a Jézus siratása képeken megjelenő angyalok kétségbeesésüket az emberi szereplőktől eltérően erőteljes gesztusokkal és arckifejezéssekkel mutatják ki. 
| | Keresztvitel |
| A városkaput elhagyó, keresztet vivő Krisztust egy kopár emelkedőn kísérik a Golgota felé. A kép előterében egy sárga ruhás asztalos kalapácsot visz magával, míg katona a fájdalomtól eltorzult arcú Máriát löki távolabb fiától. Jézus egy hatalmas keresztet visz, hátrafordul és elveszett tekintettel néz az utána jövőkre miközben a mögötte álló férfi egy bottal löki meg. Az előtte haladó két férfi közül a mezítlábas figura feltételezhetően Cirenei Simon aki segített neki a keresztvitelben. Krisztus alakja elkülönül a kép többi szereplőjétől ez a magány az üresség és a teljes elszigeteltség szimbóluma. Egyes vélemények szerint ezen a képen is közreműködtek tanítványai, de ennek mértékét a beázások okozta sérülések miatt már nem lehet megállapítani. |              |

| | Jézus a kereszten |
| Giotto ezen az ábrázoláson a már halott Krisztust jeleníti meg, teste két részre osztja a képet elválasztva egymástól a gyászolókat a katonáktól és a többi jelenlévőtől. Egy angyal elfordítja a fejét, miközben egy kupában (a Szent Grálban) felfogja a Krisztus oldalsebéből kifolyó vért, másik két angyal a kezeiből csöpögő vért gyűjti össze. A többi angyal a jelenetet figyeli kétségbeesett gesztusokkal kifejezve fájdalmát. A katonák között megjelenő glóriát viselő alak Longinus centurio, a későbbi szent Longinus. A képen megtérése pillanata látható, ahogy egy idős pappal beszél. A többi katona szerencsejátékkal próbálja eldönteni kié legyen Jézus hímzett vörös köntöse. A kereszt alatt megnyílik a föld és láthatóvá válik Ádám koponyája és csontjai. Mária összeroskad a fájdalomtól, egyik oldalról János evangélista támogatja, az egyetlen apostol, aki jelen volt Jézus halálánál. |                   |

| | Jézus siratása |
| Jézus siratását egy érzelmekkel teli jelenetben ábrázolta a festő. A szikla erőteljes átlója a másik átlóra, a Mária ölében fekvő Krisztus testére vezeti a néző tekintetét. A főszereplők testtartása hasonló, mint a Jézus születése képen. Egy hátulról megjelenített sárga ruhás, glóriát viselő nőalak a halott hátracsukló fejét, egy másik, profilból látható figura a kezeit tartja, míg egy szintén háttal ülő nő mélységet ad a térnek. A festmény bal szélén tíz nőalak Mária vállánál gyakorlatilag lezárja a jelenetet. A kép fontos szereplője a középen álló, előrehajoló, széttárt karú János apostol. A jobb oldalon látható két idősebb glóriát viselő férfi Arimathiai József és Nikodémosz. A szikla tetején álló fa kiszáradtnak tűnik, de ágai végén a hajtások Jézus halálának átmeneti voltát szimbolizálják. |                |

| | Jézus feltámadása |
| A feltámadt Jézus fehér ruhát visel, ugyanolyan aranyhímzéssel, mint a vörös köpenyén. A fehér ruha isteni, míg korábbi vörös köntöse emberi természetére utalt. Giotto a feltámadás eseményét indirekt módon az üres sírral szemléltette, a kép festésekor János evangéliuma alapján dolgozott, ami szerint Mária Magdolna volt az egyetlen tanúja. Jézus határozott léptekkel távolodik sírjától úgy tűnik mintha ki akarna lépni a kép keretéből. Tekintetük összefonódik, Mária Magdolna kinyújtott kezeivel szemben Jézus elhárító mozdulatot tesz, másik kezében egy "Victor mortis" (a halál legyőzője) feliratú zászlót tart. Sírja két oldalán derűs tekintetű angyalok ülnek. |                   |

| | Jézus mennybemenetele |
| Jézus lendületesen egy fénysugarakból álló mandorlában emelkedik az ég felé. Két oldalán néhány alak szintén az égbe emelkednek, őket angyalok kísérik. Válla mögött Keresztelő Szent János ismerhető fel. A jobb oldali csoportban feltűnő fehér szakállas férfi Simeon, aki a Jézus bemutatása a templomban képen is szerepel. A földön Mária és a megmaradt tizenegy tanítvány térdelve két angyalt hallgat, akik elhelyezkedésükkel és gesztusaikkal összeköttetést teremtenek az ég és a föld között. Az előtérbe helyezett Mária örömteli arckifejezéssel figyeli az égbe emelkedő Jézust. A kutatók egy része szerint ezen a képen is közreműködtek a tanítványok, a Krisztus mellett levegőbe emelkedő figurák lehettek az ő munkáik. |                       |

| | A Szentlélek eljövetele |
| Péter apostol az asztalfőn ül, kétoldalán a két későbbi evangélistával Jánossal és Mátéval. Máté mellett a fehér ruhás Tamás jelenik meg, mellette András zöld köpenyben végül Bertalan gazdagon hímzett fehér öltözékben. Júdás árulása és öngyilkossága után Mátyás lett a tizenkettedik apostol, a fiatal szakállas férfi az asztal másik végén. János mellett Idősebb Jakab ismerhető fel, aki Krisztushoz hasonlóan kék és vörös színű ruhába öltözött, Fülöp apostol a nézővel szemben középen látható, utána a kék és zöld ruhás Ifjabb Jakab következik, majd a fehér hajú és szakállú Simon és végül kékruhás barna hajú Júdás apostol jelenik meg. Ez a freskóciklus egyetlen olyan képe ahol korabeli gótikus épület jelenik meg. A freskó kompozíciója kissé szétesik, az arcok kifejezéstelenebbek és túl nagy szerepet kap az építészeti háttér, így valószínűleg Giotto tanítványai készíthették. |                         |

### Festett kápolnák és a mennyezet

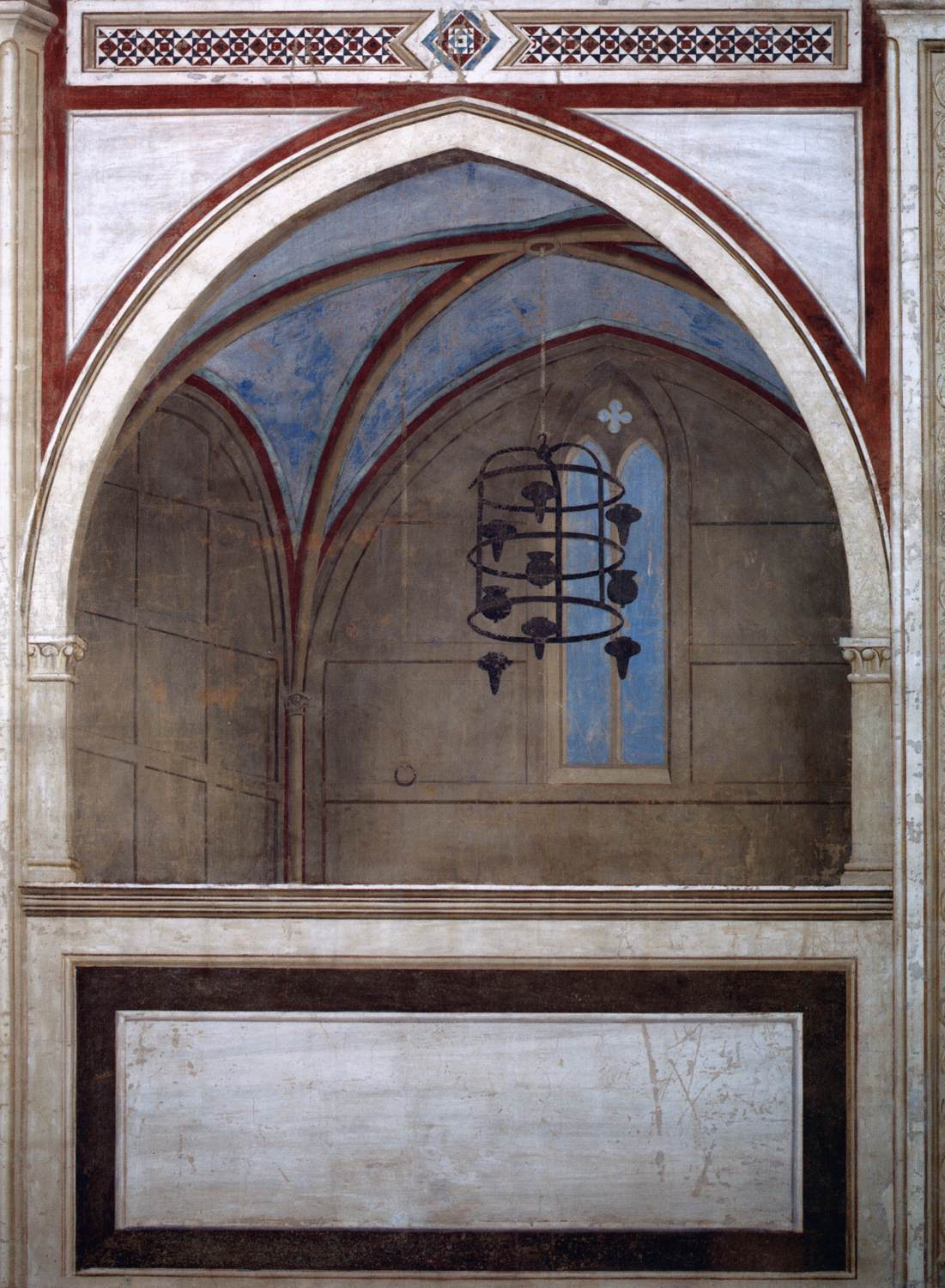

A szentély ívének alsó sávjába kétoldalt Giotto elbeszélő jelenet helyett két kápolna képét festette a falra. A tökéletes perspektivikus ábrázolás teljesen élethű hatást kelt, a néző kívülről mintha egy valódi helyiséget látna. A keresztboltozatos helyiségek hátsó falán egy gótikus ablak nyílik, előtte a mennyezetről kötélen egy lámpa lóg. Az ablakon keresztül látható ég világosabb, mint a többi kép erőteljes, szürreálisan kék háttere. A festő egyértelműen a valódi ég kékjét próbálta megjeleníteni ami a freskó készítésének idejében kivételesnek számított. A két szimmetrikusan elhelyezett kápolnának körülbelül ugyanott van az enyészpontja, ami megdöbbentő módon már a 15. századi perspektíva ábrázolásokat előlegezi meg. A két, alakok nélküli kép jelentőségét korábban figyelmen kívül hagyták, de ma már rendkívül fontos állomásnak tekintik Giotto művészetében és a térábrázolás fejlődésében. 
Értelmezésük nem megoldott, elképzelhető az is, hogy az alapító későbbi sírhelyével állnak kapcsolatban. Egyes vélemények szerint Enrico Scrovegni és apja (el nem készült) síremlékeit a hajóban, a diadalív mellett a két kép közelében tervezték felállítani. Az 1300-as évek első éveiben az alapítók sírját még pápák esetében sem a főhelyen alakították ki. Így ezek a festett terek többek között a belső térhatás növelésére szolgálhattak, vagy sírhelyeket is jelképezhettek.
A kápolna mennyezetén a kék festés az arany csillagokkal az eget jelképezi, amit egy angyalok és szentek mellképeivel díszített ív középen, a harmadik és negyedik ablak vonala között két részre oszt. A szentély felőli rész középpontjában medalionokban Krisztus, a másik részen Mária jelenik meg négy-négy prófétával. A kezükben tartott tekercsek időnként túllógnak a medalion peremén.   

### Ótestamentumi jelenetek

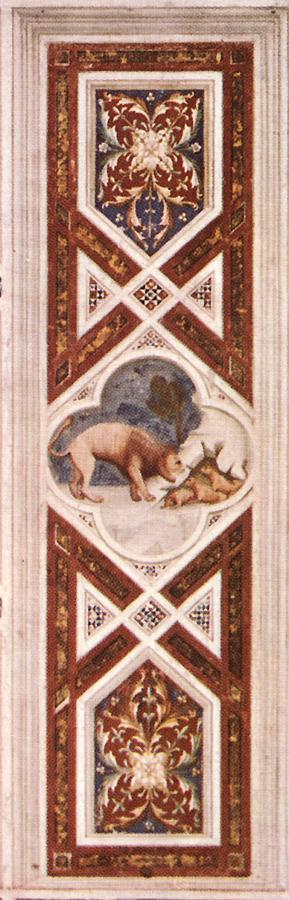
A hím oroszlán életre kelti a kölykeit

A kápolna képciklusában háttérbe szorulnak az ótestamentumi előképek, csak az egyes jeleneteket elválasztó ornamentikába ágyazva négykaréjos keretbe foglalva láthatók az északi falon az alsó két képsor között. Legszebbek a hím oroszlánt, Jónást és Szent Mihály arkangyalt ábrázoló festmények, ezek Giotto művei a többiben feltételezhetően tanítványai is közreműködtek. Kompozíciójuk többnyire két alak szembenállására épül.
- Körülmetélés – Az első négykaréjos ábrázolás, a Jézus  megkeresztelését ábrázoló képtől balra látható és Isten Ábrahámmal kötött szövetségére utal.[52]
- Rézkígyó – A keresztre feszítés mellett elhelyezett kép kígyó helyett egy oszlopon álló sárkányt ábrázol. A lény kitárja szárnyait, szája tátva van, körülötte kisebb, a segítségét kérő embercsoport látható, akik kezüket, lábukat, bokájukat mutatják felé. A Biblia szerint, akit megmartak a kígyók, de feltekintettek a rézkígyóra életben maradtak.[76]
- Mózes vizet fakaszt a sziklából – a kánai menyegző mellett látható ábrázoláson a víz a korábbi, míg a borrá változtatott víz az újabb szövetséget szimbolizálja.[77]
- Jónást elnyeli a cethal – a Krisztus siratása melletti képen a prófétának csak az alsó végtagjai láthatók az azúrkék ég előtt és a viharos tengerben, amint elnyeli a merev tekintetű és nagyra tátott szájú cethal. Az egész kompozíció modernül hat, ami teljesen más hatást kelthetett a képzeletbeli szörnyekben és legendákban hívő középkori emberek között.[78]
- Ádám teremtése – a Lázár feltámasztása mellett helyet kapó képen Isten Krisztus vonásait viseli. Ádám kezét Isten keze felé nyújtja, ujjaik szinte összeérnek. Ez a fajta ábrázolásmód később Andrea Pisano domborművén is feltűnik a firenzei dóm harangtornyán, leghíresebb megjelenítése Michelangelo műve a vatikáni Sixtus-kápolnában.[79]
- A hím oroszlán életre kelti a kölykeit – a Krisztus siratása melletti kép témája a visszatérés az életbe. Alapja a Phüsziologosz című i. sz. 2. századi, Alexandriában keletkezett írás volt. A történet szerint a nőstény oroszlánnak halott kölykei születtek, majd három nap után a hím oroszlán életre keltette őket. A három nap Krisztus feltámadására utal. A képen két kölyök már kezd lábra állni, a harmadik még mozdulatlanul fekszik.[80]
- Egy prófétát hallgat a tömeg – a Bevonulás Jeruzsálembe kép mellett elhelyezett ábrázoláson egy idősebb férfi jelenik meg hosszú fehér hajjal és szakállal, piros köpenyben, aminek egyik sarkát felemeli mintha egy csomót akarna rá kötni. Egy kisebb, férfiakból és nőkből álló tömeggel áll szemben, egyikük egy idősebb férfi két kézzel megragadja a köpenyét. A dicsfény hiánya miatt valószínűsíthető, hogy egy próféta látható a képen.[81]
- Illés próféta a tüzes szekéren – a Mennybemenetel melletti kép a próféta életéből azt a pillanatot ábrázolja, amikor tanítványával, Elizeussal beszélgetve hirtelen elragadja egy tüzes szekér. Elizeus a kép bal alsó sarkában látható jobb kezét felemelve, ahogy nem érti mi történt mesterével. A próféta ledobja köpenyét a földre, aminek világos árnyalata erős kontrasztot alkot a tüzes szekér színével.[71]
- Mihály arkangyal legyőzi a Sátánt – a kufárok kiűzése a templomból kép mellett található jelenetben a rendelkezésére álló szűk tér ellenére Giottónak sikerült mesterművet alkotni. Az aszimmetrikusan nyitott szárnyú arkangyal nyugodt tekintettel néz az alsó két karéjból alig kiemelkedő szőrös, állatiasságában visszataszító Sátánra, térdével leszorítja miközben biztos kézzel fogott lándzsáját a szemébe döfi. A vakság azokra utal, akik nem képesek látni és felismerni Krisztust.[82]
- Mózes megkapja a törvénytáblákat – a Szentlélek eljövetele mellett helyet kapó képen Isten, aki a kápolna többi képéhez hasonlóan Krisztus arcvonásait viseli átadja Mózesnek a kőtáblákat. Mózes még szarvak nélkül, kék ruhában és sárga köpenyben látható, ruhájának színösszeállítása hasonló, mint Szent Józsefé és Szent Péteré, a bölcsességre és a királyságra utal.[83]

### Erények és bűnök
A kápolna két oldalán a lábazaton az erények és a bűnök allegóriái jelennek meg körülbelül 120 x 60 centiméteres fülkékben. A márványt utánzó építészeti keretben látható grisaille-technikával készült képek dombormű-hatást keltenek. Nem egyedi díszítőelemek, számos más  13-14. századi dekorációs programban is megjelennek. Az egyének előtt álló ellentétes életutakat jelenítik meg, az egyik, a bűnök sorozata a Kétségbeesés felé és egyben a pokolba vezet, a másik a Remény irányába a kiválasztottak közé.
Az erények és a bűnök egymással szemben láthatók, sorrendjük a diadalívtől kezdve: Prudentia (Bölcsesség) – Stultitia (Balgaság), Fortitudo (Erő) – Inconstantia (Állhatatlanság), Temperantia (Mértékletesség) – Ira (Harag), Justitia (Igazság) – Injustitia (Igazságtalanság), Fides (Hit) – Infidelitas (Hitetlenség), Caritas (Szeretet) – Invidia (Irigység), Spes (Remény) – Desperantia (Kétségbeesés). Az Igazság és az Igazságtalanság figurája nagyobb mint a többi és mindkét oldalon a középső helyet foglalja el. A többi allegória kisebb méretű, de ennek ellenére bonyolult szimbólumrendszert hordoz, ami első látásra nem is biztos, hogy érthető. 
A legerőteljesebb ábrázolások, köztük az Igazság, az Igazságtalanság, a Harag, az Irigység és a Szeretet feltételezhetően Giotto saját kezű művei, a Szeretet figurája a festő egyik legkiemelkedőbb alkotása.
Előképeik ókori ábrázolásokra vezethetők vissza (Traianus-oszlop, Marcus Aurelius-oszlop), majd később a kereszténység tanításának is egyik fontos elemévé válik a jó és a rossz küzdelme. Alakjai kódexekben, keresztelőmedencéken, oszlopfőkön, francia katedrálisok homlokzatain tűnnek fel. A bűnök 1200 körül nyerték el emberi formájukat, korábban démonként ábrázolták őket. Itáliai területeken a 12. századtól jelentek meg, miniatúrákon, szószékeken, ötvöstárgyakon, síremlékeken, oltárokon stb. és falfestészeti ciklusok részeivé váltak. 
| \| \| \| | Bölcsesség – Balgaság |
| \| \| \| | A Bölcsesség alakját Giotto egy elegáns környezetben ülő nőalakkal ábrázolta, aki úgy ül asztalánál, mint egy tanárnő. Jobb kezében iránytűt, a tudományok szimbólumát tartja miközben a bal kezében tartott tükörbe néz ("Ismerd meg önmagad"). Tarkóján egy szakállas férfifej rajzolódik ki talán egy filozófusé, aki az emlékek fontosságát jelképezi. Előtte a katedrán egy nyitott könyv hever. Figurája az intelligencia, valamint a gyakorlatiasság megtestesítője is. A Balgaság allegóriája egy madártoll-koronás férfialak pávatollra emlékeztető hosszú farokkal. Kiálló hasát (a falánkság és anyagiasság jelképét) fonott öv szorítja le, amiről csörgők lógnak. Nyitott szája tudatlanságát jeleníti meg, míg jobb kezében egy göcsörtös bot, a nyers erő és brutalitás jelképe látható. Egy olyan ember portréja, aki megtagadta férfi voltát és nem képes különbséget tenni a jó és rossz között. |
|          | |

| \| \| \| | Erő – Állhatatlanság |
| \| \| \| | Az Erő a földön szilárdan álló robusztus nőalak, vállán és fején Héraklészre utaló oroszlánbőrrel. Felsőtestét páncél védi, jobb kezében buzogányt fog. Bal kezében egy nagyméretű, földre támasztott pajzsot tart, ami fél arcát is eltakarja. A pajzson lévő domborművek egy ágaskodó oroszlán mellett Krisztus keresztjét ábrázolják. A figura többek között a stabilitást, az erőt, a gonosszal szembeni ellenállást, a bátorságot jeleníti meg. Az Állhatatlanság egy márványlapon lévő keréken elcsúszó fiatal lányként jelenik meg. A mezítlábas alak ruhájának szegélye felemelkedik, ez is kiemeli a történés hirtelenségét, miközben kinyújtott karjaival próbál egyensúlyban maradni. Az ingatagság, a felületesség a következetlenség jelképe. |
|          | |

| \| \| \| | Mértékletesség – Harag |
| \| \| \| | A Mértékletességet egy derűs és nyugodt arckifejezésű elegáns figurával ábrázolta a festő. Száját egy zabla zárja le ami "féken tartja" a nyelvét. Bal kezében függőlegesen egy kardot tart közvetlenül a markolat alatt, ami a keresztet jelképezheti. A kardot jobb kezével egy hosszú anyagdarabbal körbe tekeri, (ártalmatlanná téve) amivel a szelídséget, a türelmet, valamint a könyörületességet jeleníti meg, ezért a Mértékletesség a Harag ellentéte és nem a Türelem. Az ábrázolás a nyugalmat, az érzelmek uralását és az abszolút belső kontrollt mutatja be. A ruháját széttépő Harag nőalakja pont az ellentéte, érzelmei eltorzítják arcvonásait pillanatnyi zavarában teljesen elveszti belső kontrollját. Hosszú haja kibontva lóg, arcát kiáltva az ég felé fordítja. A szemben lévő falon Kajafás hasonló mozdulattal fejezi ki dühét. A haragot már az ókori szerzők is a legveszélyesebb szenvedélynek tekintették mivel megfosztja az embert a mérlegelés képességétől ennek következtében meggondolatlan tettei magának és a hozzá közelállóknak is árthatnak. |
|          | |

| \| \| \| | Igazság – Igazságtalanság |
| \| \| \| | A középső helyet foglalja el az Igazság figurája. A trónja alatt lévő jelenetek békét és boldogságot sugároznak, egy lovas háború helyett vadászni indul, falusiak egy szalmabála előtt táncolnak és kereskedők háborítatlanul utaznak. Egy nyitott gótikus ablak előtt ül, kezében mérleget tart. A mögötte lévő építészeti háttér előképe feltételezhetően a reimsi katedrális nyugati falának díszítése lehetett. Vele szemben az Igazságtalanság egy barátságtalan férfialak, hosszú körmökkel és összeszorított szájából kilógó agyarakkal. A mögötte nyíló ajtó fölött a császárpárti ghibellinekre jellemző szimbólum látható, akik a guelf Padova ellenségei voltak. A figura kardot visel, jobb kezében egy szigonyt tart. A lába alatti sávban horrorisztikus jelenetek láthatók, egy meggyilkolt kereskedő, egy meggyalázott terhes asszony és háborúba induló katonák. |
|          | |

| \| \| \| | Hit – Hitetlenség |
| \| \| \| | A Hit figurája az isteni kinyilatkoztatásban való hitet jeleníti meg, ami nélkül nem lehet az életutat bejárni. Ünnepélyes testtartású nőalak jobb kezében egy kereszttel, aminek szára egy pogány szobor töredékén áll, bal kezében egy tekerccsel, rajta az Apostoli hitvallás első mondatával. A sziklán magabiztosan álló figura övéről Szent Péter kulcsa függ, az egyetlen, amivel ki lehet nyitni a kaput, ami a mennyek országába vezet. A kép két felső sarkában angyalok figyelik a jelenetet. A Hitetlenség alakja vak, hallásában a fején lévő sisak szorosan a füleire tapadó pántjai akadályozzák, így nem látja és nem hallja a jobb felső sarokban megjelenő, papírtekercset tartó próféta szavait. Nyakában póráz látható, amit egy, a saját kezében tartott kisméretű alak fog a kezében. A kép bal alsó sarkában a pokol tüzének lángjai jelennek meg. Az allegória jelentése az Isten igéjében való hitetlenség ábrázolása. |
|          | |

| \| \| \| | Szeretet – Irigység |
| \| \| \| | A Szeretet figuráját Giotto kecses nőalakként ábrázolta, aki bal kezével felajánlja szívét Krisztusnak, aki a kép jobb felső sarkában el is fogadja. Jobb kezében egy edényt tart benne búzakalászokkal, rózsabimbókkal, nyitott és zárt gránátalmákkal, gránátalma virágokkal, egy tüskés gesztenyével és egy mogyoróval. A keresztény hagyomány szerint ezek mind Krisztus szenvedésének és halálának szimbólumai. Lábánál pénzzel teszi zárt zsákok láthatók, ezek a szeretet győzelmét jelenítik meg a kapzsiság fölött. A figura rózsákból álló koronája s szerelem lángjait jelképezik, amik legyőzik a pokol lángjait Irigység lábai alatt. Az Irigység megtestesítője egy öregasszony aránytalanul nagy füllel, mivel a pletykálkodáshoz először hallani kell és egy kígyóval, a gonosz szimbólumával amint nyelv helyett kijön a szájából. Ő az első, akit megmar, így ő maga lesz első áldozata a saját haragjának. Jobb kezét kapzsi és mohó mozdulattal nyújtja előre, míg másik kezében egy pénzzel teli erszényt markol, a boldogság egyik ellenségének szimbólumát. |
|          | |

| \| \| \| | Remény – Kétségbeesés |
| \| \| \| | A Remény figurája egy karcsú, szárnyas fiatal lány, aki karjait széttárva repül egy, a kép jobb felső sarkában megjelenő angyal irányába, aki a győzelem és a dicsőség koronáját nyújtja feléje. A Kétségbeesés allegóriája erőteljes hatású ábrázolás. Egy öngyilkosságot elkövető felakasztott nőalak a halála előtti pillanatban. Teste görcsökben rángatózik, karjait széttárja, kezei ökölbe szorulnak, feje fölött egy ördög lebeg, aki egy szigonyt akaszt a fejébe. |
|          | |

### Utolsó ítélet

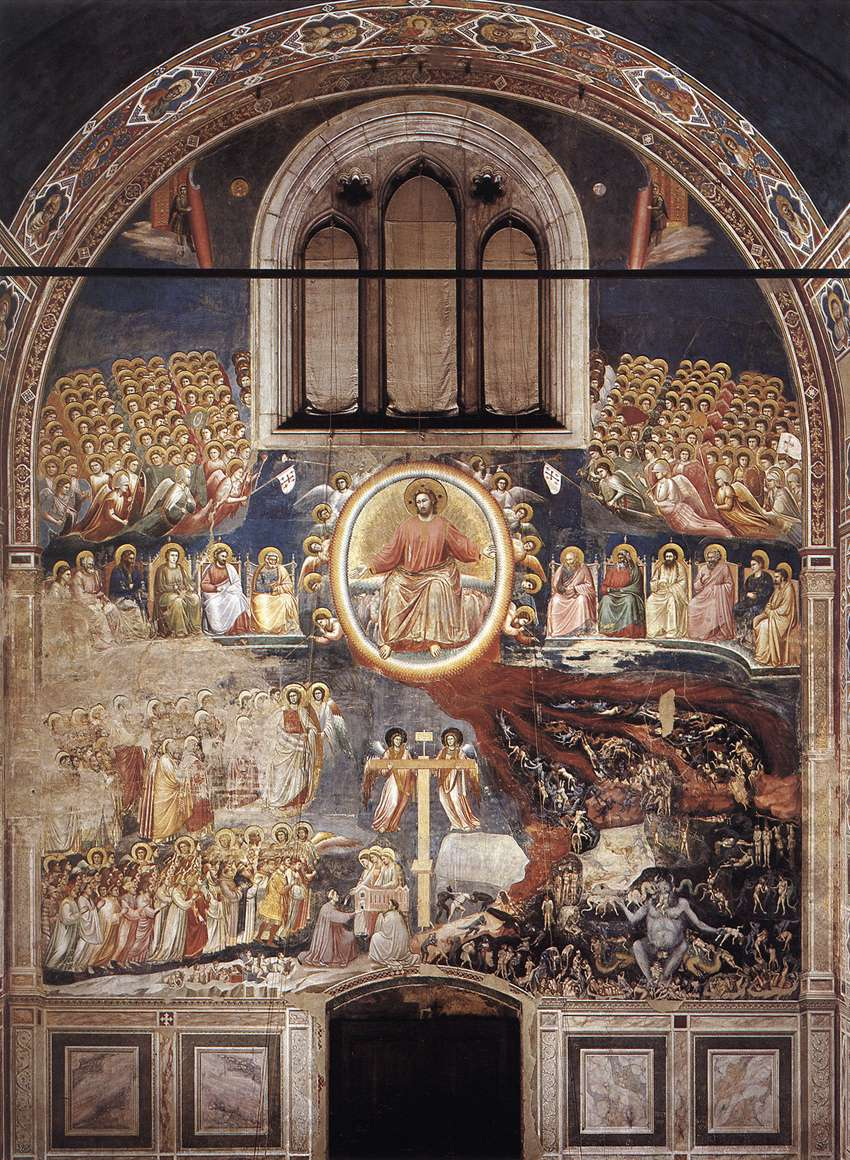
Utolsó ítélet

Az Utolsó ítéletet ábrázoló freskó a kápolna teljes rövidebb falát elfoglalja. Az oldalfalakon látható lényegre koncentráló képekkel szemben ez egy összetett és zsúfolt alkotás, ami feltehetően komoly kihívást jelentett egy olyan művész számára, akinek stílusa a témák és formák minél világosabb és letisztultabb megjelenítésén alapult. 
 
Mértani középpontjában fénylő mandorlában az ítélkező Krisztus jelenik meg, a mandorla körül angyalokkal, akik közül négy harsonát fúj. Mellette kétoldalt a tizenkét apostol látható trónon ülve, akik így két fő sávra osztják fel a képet. A felső részen Giotto az angyalokat festette meg, míg freskó alsó felét függőlegesen osztotta fel két részre. Az egyik oldalon a mennybe tartó üdvözültek láthatók két sorban, a másikon a pokol a kárhozottakkal. Középen egy nagyméretű kereszt választja el egyértelműen az üdvözülteket a kárhozottaktól, a kereszt függőleges szára egyvonalban van a Szentháromságot szimbolizáló háromrészes ablak mértani közepével. A kép két felső sarkában két angyal pergamentekercsként tekeri fel a világot, mögöttük a Mennyei Jeruzsálem kapuja jelenik meg. A kép alsó részén baloldalt megnyílnak a sírok és belőlük kikelő halottak várják az ítéletet.
Az üdvözülteket a barna hajú fiatal arcú Mária vezeti, aki úgy tűnik a kezét nyújtja Keresztelő Jánosnak. A freskónak ez a része megrongálódott így az alakok alig kivehetők és nehezen azonosíthatók.  Alattuk a kép jobb állapotban van, itt egy másik sorban vonuló kiválasztottak láthatók, akiket mosolygó angyalok kísérnek.  Dicsfény nélkül jelennek meg annak ellenére, hogy jelentős szentek vannak köztük, mint például Assisi Szent Ferenc, Szent Domonkos és Alexandriai Szent Katalin.
A másik oldalon a mandorlából kiinduló négy ágra szakadó tűzfolyó keretezi a pokol ábrázolását, áradatként magával sodorva a kárhozottakat, akiket változatos módon gyötörnek az ördögök. A jelenetet kékesfekete színű (a halál színe) Lucifer uralja. Az emberi meztelenséget nyers realizmussal festették meg Giotto és tanítványai, nagy gondot fordítva nemi jelleg megjelenítésére. Egy csoport felakasztott ember alatt az öngyilkos Júdás is megjelenik a képen felhasított hassal, nyakánál fogva egy kötélen lógva. A kárhozottak között ő az egyetlen, aki ruhát visel. 

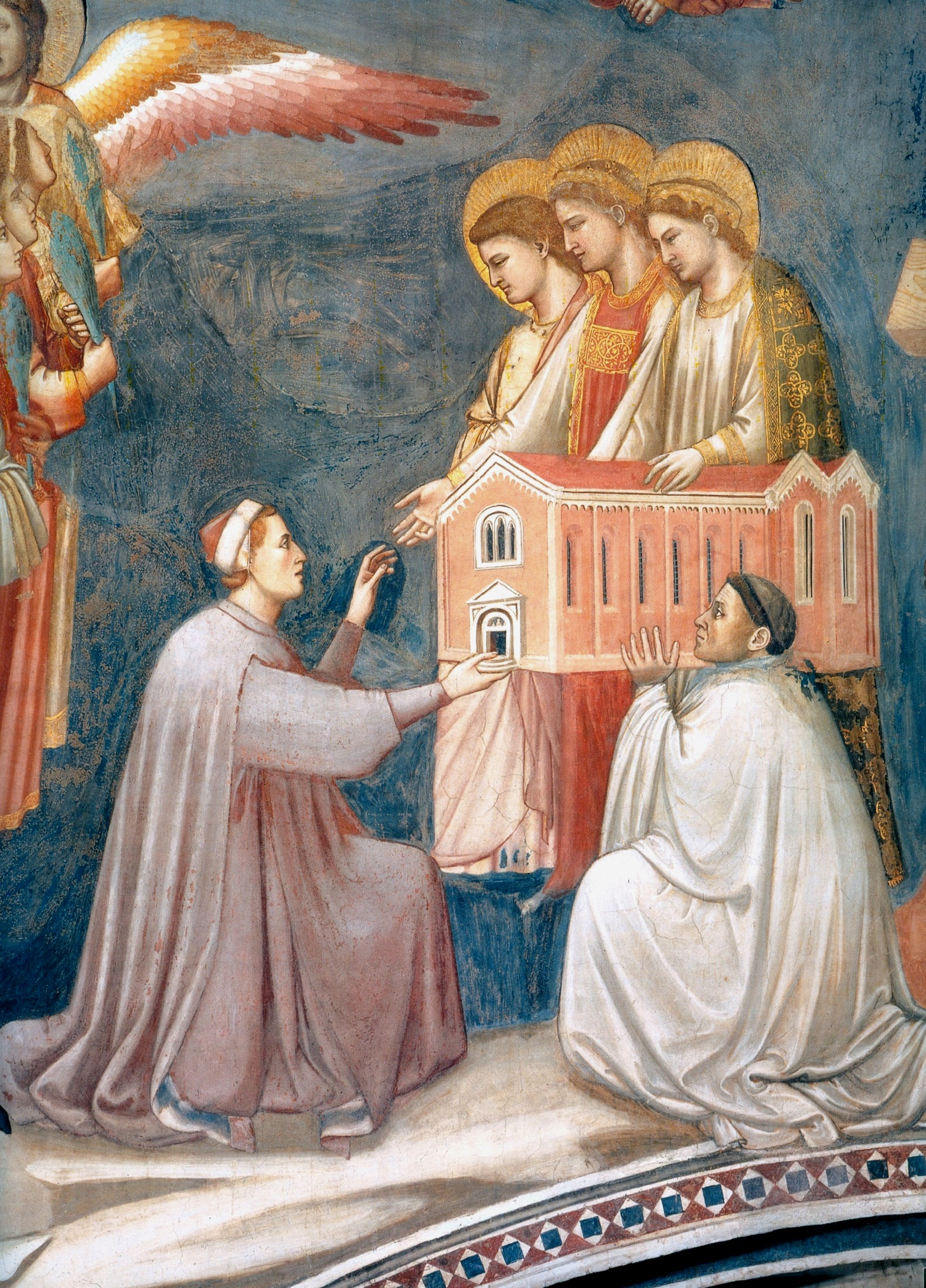
Enrico Scrovegni a kápolna makettjével

Giotto a középkori elképzelésekhez igazodva alkotta meg a pokol képét ahova bekerülnek az életükben magas hivatalt viseltek is, koronás uralkodók, püspöksüveget viselő főpapok, gazdag urak, papok, csalók és más bűnösök, aki közül többen úgy tűnik mintha az ajtó fölötti architávon keresztül (mint egy hídon) jutnának oda. Az egyházi korrupció, fényűzés és szimónia hangsúlyozottan jelenik meg képen. Az egyik püspök nem törődve azzal, hogy egy ördög hátán ül áldásra emeli a kezét, míg a másik egy pénzeszacskót fogad el egy térdelő egyházi személytől.
A kárhozottak jelentős részét feltehetően Giotto tanítványai festették, de a jelenet megtervezése valószínűleg az ő munkája. Egyes részeken felismerhető a közreműködése például a kereszt lábánál, ahol egy menekülni próbáló figurát két ördög rángat vissza a pokolba.
Az alakok mérete fontosságuktól függ, Krisztus hatalmas alakjától a kisméretű kárhozottakig fokozatosan csökken, ami egy képen  megjelenítve veszélyezteti a festmény egyes részei közötti egyensúlyt. Ennek ellenére ez az elrendezés így is újításnak tekinthető, mivel a kor számos alkotásával szemben sávokkal felosztott felület helyett egy képen jelenik meg az összes szereplő.
A kereszt száránál bal oldalon a Mária és két szent előtt  térdelő Enrico Scrovegni egy makett képében, (amit egy domonkos rendi szerzetes, szinte biztosan Padovai Albert teológus tart a  vállával) felajánlja a kápolnát  Máriának. A profilban ábrázolt donátor a későbbi síremlékén idős emberként bemutatott Scrovegni fiatal, valósághű portréja. Hajviselete és ruházata korának divatját követi. A figura mérete megegyezik a felajánlást fogadó szentekével, alacsonyabb státuszát csak térdelő testtartása jelzi.

## A szentély
Feltételezhetően eredetileg az apszisban is Giotto freskói díszítették a falakat. Ez volt az épület legfontosabb része, általában innen kezdték az épületek kifestését, így valószínűtlen, hogy pont ezen a falfelületen nem dolgozott volna. Képei valószínűleg az átalakításkor pusztultak el, így a kápolna apszisának ma is látható díszítése nem az ő műve. Itt található az alapító Enrico Scrovegni és második felesége Iacopina d'Este sírja is. Az apszis  befejezetlennek tűnik, a diadalív jobb alsó részén megbomlik a korábbi szimmetria és egy más jellegű freskó került a falra. Két szent képmása látható rajta tondókban, egy lunetta a megdicsőült Krisztussal valamint két jelenet életéből. Ugyanannak a festőnek az alkotása aki az apszis nagy részét kifestette. Neve nem maradt fenn, a Scrovegni-kápolna mestere néven ismert a művészettörténetben. A 14. század harmincas éveiben lehetett aktív, körülbelül húsz évvel azután, hogy Giotto befejezte a kápolna többi részének díszítését. Itteni legfontosabb alkotása két nagyméretű, három részre osztott freskó az apszis két oldalán. Mária életének végső szakaszát jelenítik meg, témájuk így  összefügg a kápolna falain látható freskóciklus képeivel. Az elbeszélés a bal oldali legfelső képen kezdődik, lefelé halad, majd a jobb oldalon lentről kezdődik és a felső lunettában lévő Mária megkoronázása képpel fejeződik be.
A kápolna történetmesélésével való teljes összhang miatt is feltételezhető, hogy eredetileg az apszist is Giotto freskói díszítették. 1305-ben az Eremitani szerzetesei panaszt tettek Scrovegni ellen az építménnyel kapcsolatos visszaélés miatt, majd Enrico száműzetése után az apszist átépítették. A jeleneten ahol Enrico egy modell képében felajánlja a kápolnát Máriának az épület különbözik jelenlegi formájától, egy ma már nem létező kereszthajó is megjelenik rajta. Ahol ma a freskó látható a tondókkal, ott volt a kereszthajó bejárata.

### Freskók

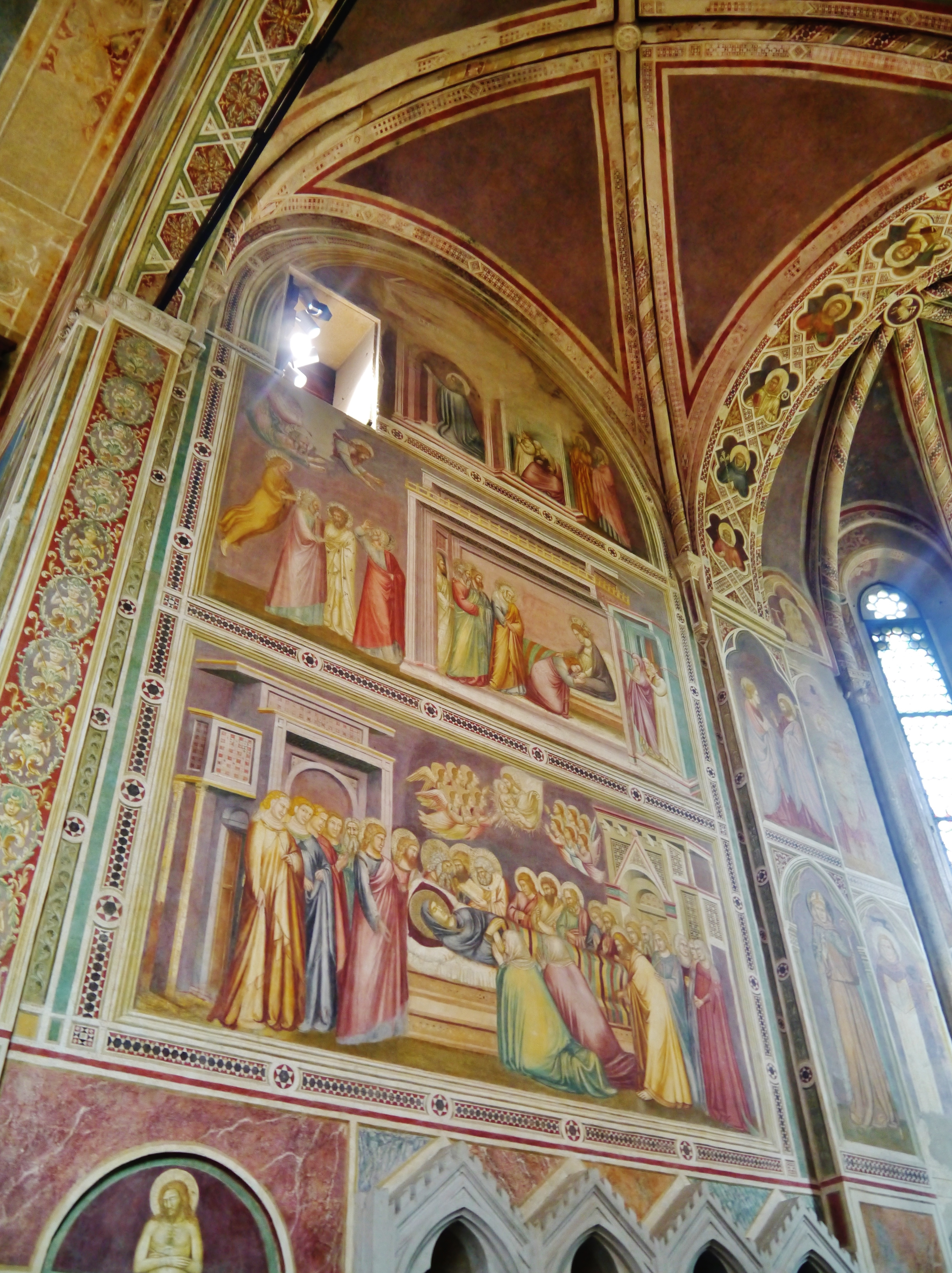

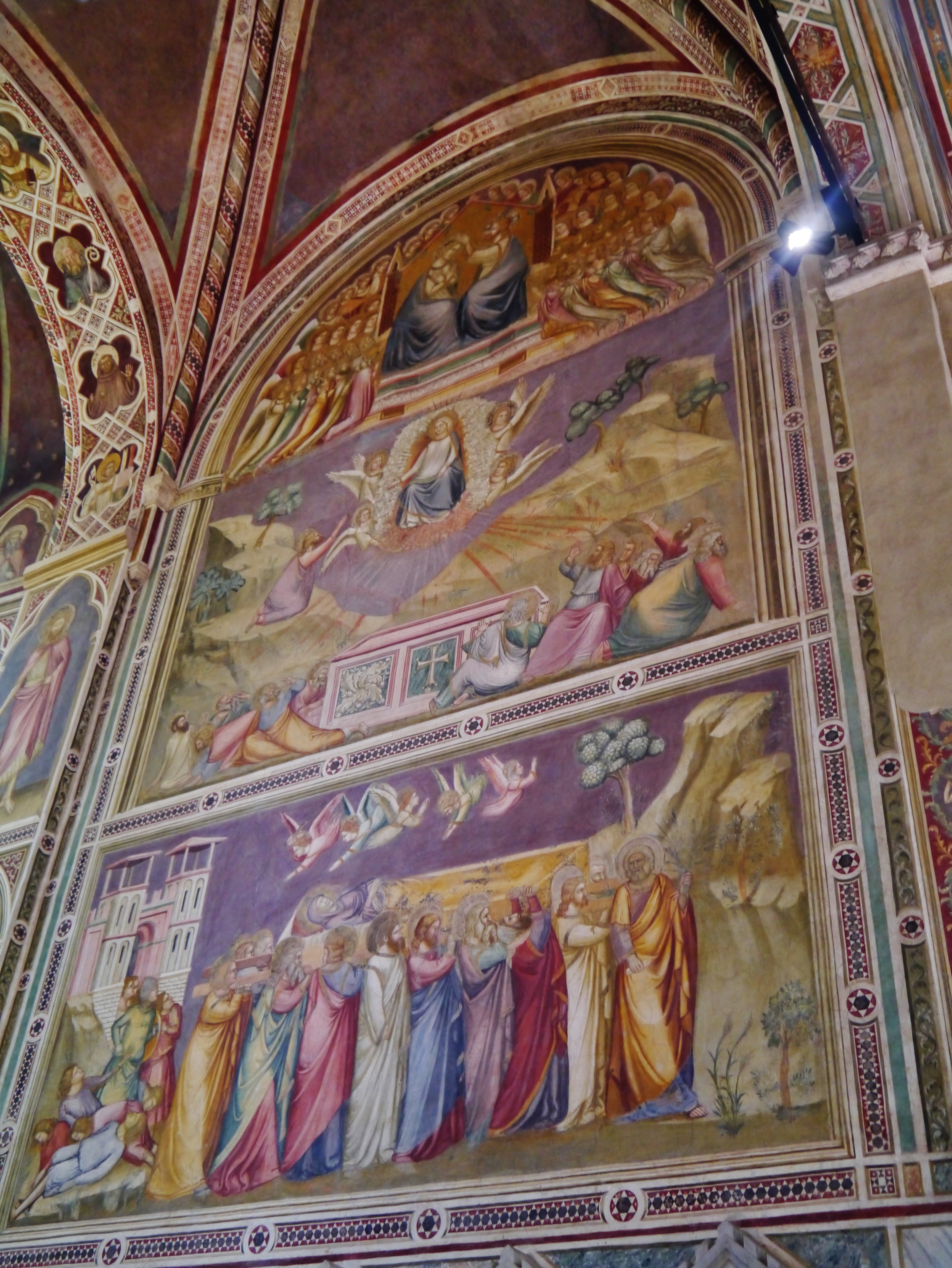

- Mária halálának megjövendölése – A bal oldali falon a lunettában lévő képen a jövendölés pillanatát ábrázolta a művész. Mária térden állva imádkozik, összekulcsolt kezét az ég felé nyújtva. Alakja egy bonyolult szerkezetű épület közepében látható, aminek felső része súlyosan károsodott. Az angyal figurája elveszett, azon a helyen később egy ablakot vágtak a falba.[105] A lunetta jobb szélét két idősebb álló figura (feltételezhetően Arimathiai József és Nikodémosz) tölti ki.[105] A ház másik helyiségében három fiatal nő jelenik meg. Ezen a képen is felismerhető a festő művészetének egyik jellegzetes archaizáló vonása, ahogy Mária alakját (Jézust kivéve) nagyobbnak ábrázolta az összes többi szereplőnél.[105]
- Az apostolok elbúcsúznak Máriától – Az apostolok egy csoda segítségével felhőn érkeznek távoli tájakról Mária házához. János apostol fejét lehajtva Mária ágya előtt térdel, és megcsókolja a kezét, miközben az ágyon ülő Mária átöleli a vállát. A sárga köpenyt és kék tunikát viselő ünnepélyes testtartású, kezét összekulcsoló Péter apostol János mögött áll. Mellette Idősebb Jakab és András apostolok ismerhetők fel, míg Fülöp apostol épp belép a szobába.[106] A művész igyekezett arcvonásaikat a többi képen láthatókhoz hasonlóan megfesteni. A térbeliség illúzióját geometriai formákkal díszített egyszerű építészeti szerkezetekkel oldotta meg. A jelenet mozgalmasságát épületen kívül  kétszer három apostol alakja garantálja. Az ajtó előtt egy kék tunikába és piros köpenybe öltözött idős figura kezét felemelve üdvözli a még felhőn lebegő két másik apostolt, míg másik kettő már a földön kézfogással köszönti egymást. A fehér ruhás alak Bertalan apostol, míg a magabiztos mozdulattal földet érő sárga ruhás alakban Máté apostol ismerhető fel.[106]
- Mária elszenderedése – Mária összekulcsolt kézzel derűs arcvonásokkal kék köpenyébe burkolódzva fekszik az ágyán. Huszonnégy alak, nők, férfiak, apostolok és barátok veszik körbe. A kép két szélén egy-egy épület perspektivikus képe látható, homlokzatukkal a kép középpontja felé fordulva. A festmény felső részén Krisztus alakja angyalokkal körülvéve egy gyermek formájában fogadja Mária lelkét.
- Mária temetése – Mária temetésekor a Sátán megszállta a jeruzsálemi lakosokat, akik meg akarták támadni a menetet, de közben megvakultak és egymást támadták meg, illetve a falba verték a fejüket.[107] Ez látszik a kép bal szélén, ahol a támadók egy része a földön fekszik, de többen még mindig fenyegető testtartásban állnak a menet mögött. Az apostolok zsoltárokat énekelve a vállukon viszik Mária koporsóját. A menetet Szent Péter vezeti kezében pálmaággal és szigorúan néz a mögötte haladó főpapra, aki fel akarta borítani a koporsót ezért hozzáragadt a keze.[107] A menetet felülről angyalok kísérik közülük kettő (egyikük kivont karddal a kezében) a még talpon lévő lakosok felé repül. A kép két szélén a hátteret egyik oldalról egy kéttornyos épület Jeruzsálem kapujával, a másikon egy növényzettel gyéren benőtt szikla tölti ki.
- Mária mennybevétele – Mária egy fénylő trónon ül fehér liliomokból álló mandorlában, miközben a trónt négy fehér ruhás angyal emeli a magasba. A képen a Szentlélek eljövetelét megjelenítő freskóhoz hasonlóan minden irányban a trónból kiinduló fénycsíkok láthatók. A sír két oldalán az apostolok a fénytől átmenetileg megvakulva és a csodától feldúlva Tamás apostol kivételével (aki egy sziklán térdel és kezét Mária felé nyújtja) a földre roskadnak.[108]
- Mária megkoronázása – Fent a jobb oldali lunettában Krisztus megkoronázza Máriát. A mellettük lévő teret próféták, pátriárkák szentek és a kép szélein angyalok töltik ki. Három angyal hangszeren – lanton, dobon és trombitán –  játszik. Jobb oldalon Keresztelő Szent János alakja ismerhető fel piros köpenyben. Ez a freskó a kápolnában ábrázolt történet utolsó jelenete.[109]

### Szobordíszítés

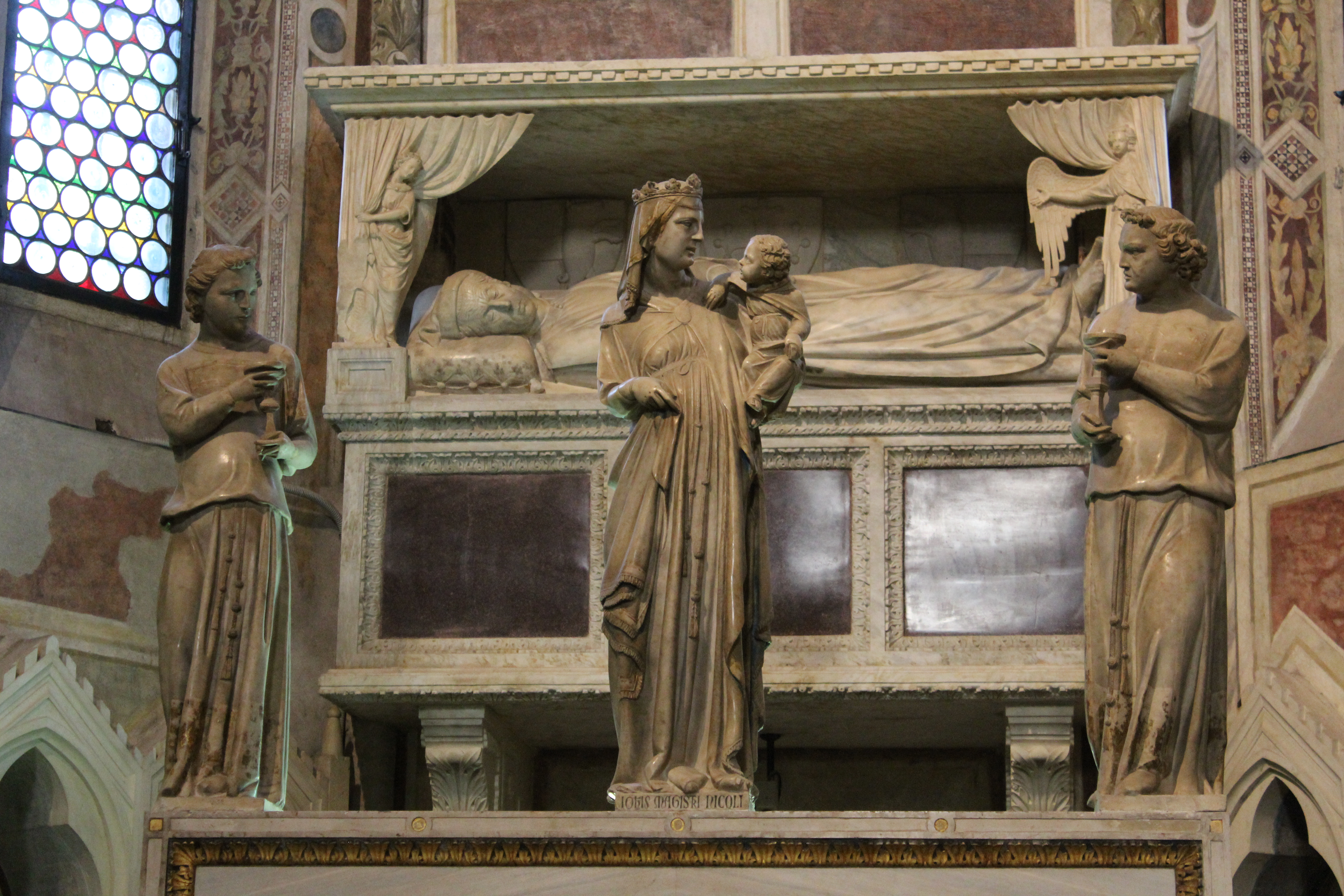

A kápolna szobordíszítésére a kor egyik leghíresebb szobrásza Giovanni Pisano kapott megbízást, aki ekkor körülbelül ötven éves volt és sikeres karrierje csúcsán állt. Ő készítette az oltáron álló Madonnát a Gyermekkel ábrázoló szobrot és a mellette álló két gyertyát tartó angyalt. A Madonna ruhájának párhuzamos redői a festett alakok ruhájához hasonlít. Karjában tartja a Gyermeket, a kettőjük közötti intim kapcsolat ábrázolása az ő művészetében jelent meg először Itáliában. A 185 centiméteres szobor királynői tartásban áll a síremlék előtt, felsőtestét kissé oldalra fordítja így ellensúlyozza kezében tartott fia súlyát. Hosszú ruháját egy öv fogja össze, felette bő köpenyt visel. A szobor eredetileg színes volt, a festékek maradványai a ruha redőiben ma is láthatók. Kétoldalt a szárny nélküli angyalok enyhén csavart mozdulattal fordulnak a Madonna felé. Hátukon bronz szárnyakat lehet illeszteni és mivel ezt a 14. században a zárt terekben nem alkalmazták feltételezhető, hogy a kápolna homlokzatán álltak.
Scrovegni a halála előtt néhány hónappal kelt végrendeletének megfelelően a Madonna és az angyalok mögött felállított síremlékben nyugszik, amit több évtizeddel a halála után 1360 körül állítottak fel. A néző felé forduló Scrovegni fekvő alakját nagy mesterségbeli tudással formázta meg az ismeretlen művész. Arca egyértelműen egy portré, az Utolsó ítélet képen megjelenő donátor képmásának idősebb változata, amelyre az üldöztetések és a szenvedések mély ráncokat véstek. A szarkofág két sarkában egy-egy angyal áll akik egy függönyt húznak szét, míg egyikük feléje mutat. A síremlék fölötti baldachin megsemmisült, már csak körvonalai látszanak az apszis hátsó falán. A Pisano-szobrok eredeti elrendezése vita tárgya, elképzelhető, hogy eredetileg a baldachin alatt álltak. Scrovegni fekvő alakja mögött Padova címerét vésték a síremlékre.
A sekrestyében, a látogatók elől elzárt területen kapott helyet Scrovegni díszes fülkében álló ismeretlen szobrász által készített imádkozó márványszobra. A fiatalemberként ábrázolt előkelő patrícius a nézővel szemben, imára kulcsolt kézzel áll.

## Állagmegóvás
A kápolna 1880-ig magántulajdonban volt, ekkor zárult le a vita a Gradenigo-család és Padova önkormányzata között. A közintézmény amiatt aggódott, hogy a közvetlenül a kápolna elé épített portikusz 1817-es leomlása és a palota 1824-es lerombolása után a kápolna is hasonló sorsra jut. Az első dokumentált restaurálási munkákat Guglielmo Botti végezte el 1869 és 1871 között. A következő munkálatokat a padovai önkormányzat megrendelésére Eugenio Maestri irányította 1885 és 1895 között. Ekkor a kápolna sérült falait erősítették meg és leválasztották a homlokzaton lévő freskókat. Ezek csak súlyosbították a palota lerombolása után kezdődött, már korábban is sok gondot okozó beázási problémákat. Körülbelül ugyanekkor (1881 – 1897 között) Antonio Bertolli a freskókkal foglalkozott amiknek egyes részei kezdtek leperegni a falról. Két képet (A tizenkét éves Jézus a templomban, Keresztvitel) leválasztott a falról, egy rézkeretre rakta, hogy ne érintkezzenek közvetlenül a nedves fallal, majd visszahelyezte őket eredeti helyükre.
A következő állagmegóvási munkákat Leonetto Tintori végezte el két részletben, 1957-ben az Utolsó ítéletet, 1961 és 1963 között a freskóciklus többi részét restaurálta. Az új technikák és anyagok használata sem tudta megállítani a képek állagának fokozatos romlását, így nemsokára egy új megközelítéssel próbálkoztak. A freskók korszerű restaurálását 2001 és 2002 között végezték el amit egy hosszú, körülbelül tizenöt évig tartó, magát az épületet, a környezetét, valamint a látogatók okozta elváltozásokat vizsgáló megfigyelési időszak előzött meg. Az állagromlás egyik fő okaként a vízpárával és a porral keveredő szennyező anyagokat határozták meg, ami megváltoztatta a pigmentek szerkezetét. Ezért a bejárat előtt egy beléptető helyiséget alakítottak ki, ami lecsökkentette a kápolnába jutó szennyező anyagok mennyiségét és a lámpákat korszerű, hideg fényű fényforrásokra cserélték. A kápolna jelenleg is szoros megfigyelés alatt áll, ami lehetővé teszi, hogy szükség esetén a legkorszerűbb konzerválási munkákat végezzék el rajta.

## Külső hivatkozások
- https://www.cappelladegliscrovegni.it/index.php/en/
- https://www.haltadefinizione.com/en/news-and-media/news/the-scrovegni-chapel-a-360-view-of-giottos-masterpiece/
- https://www.lonelyplanet.com/italy/the-veneto/padua/attractions/cappella-degli-scrovegni/a/poi-sig/462190/360027
- https://www.italia.it/en/veneto/padova/things-to-do/scrovegni-chapel-in-padua